# De legibus
De legibus (Le Leggi) è un’opera di filosofia politica di Marco Tullio Cicerone scritta in forma di dialogo intorno al 52 a.C.
Dei cinque libri di cui probabilmente era composta quest'opera, ne rimangono tre. Si ispira all'omonima opera di Platone. Cicerone aderisce alla dottrina stoica secondo cui le leggi non sono il frutto di semplici convenzioni, ma hanno il loro fondamento nel Diritto naturale, basato sulla ragione innata di tutti gli uomini. Quest'opera era stata concepita in difesa delle vecchie leggi costituzionali, interpretate con spirito rigidamente conservatore, dove ogni legge ed ogni istituzione era giustificata, mirando a mantenere il potere nelle mani della classe dirigente. Dal resto dell'opera si stacca la parte introduttiva, che tratta della legge e del diritto naturale, intesa come voce intima della coscienza  ed esalta la fratellanza tra gli uomini. I personaggi della vicenda sono:
- Marco Tullio Cicerone
- Quinto Tullio Cicerone
- Attico

La scena si svolge nella villa ad Arpino di Cicerone stesso. Le argomentazioni dei tre libri sono così suddivise:
- Nel I libro, partendo dalle teorie stoiche di Panezio e Posidonio, tratta della giustizia e delle leggi:

la giustizia è eterna, mentre le leggi sono transitorie. Per tale motivo le leggi non sono perfette e si devono avvicinare il più possibile alla giustizia.
- Nel II libro parla delle leggi religiose riprendendo lo stile delle XII tavole.
- Nel III libro si sofferma sulle prerogative delle varie magistrature.

## Contesto storico
Il De legibus si inquadra nella produzione ciceroniana come un'opera filosofico-politica in forma di dialogo, scritta intorno agli anni 52-51 a.C.
La fase di elaborazione e meditazione del De legibus abbraccia gli anni forse più drammatici della vicenda ciceroniana collocandosi nel periodo delle ultime, violente trasformazioni che caratterizzarono l'ultimo secolo della res publica.
§ 53 a.C.
Il 53 a.C., un anno prima che Cicerone si apprestasse alla stesura del De legibus, fu segnato infatti dalla scomparsa del console Marco Licinio Crasso che perì durante lo scontro contro i Parti presso la città di Carre in Mesopotamia. I “dinasti” superstiti rimanevano dunque Cesare e Pompeo il quale “venne proposto, sebbene senza successo, come dittatore”. Tale predilezione può essere indicativa del definitivo accostamento di Pompeo verso l'aristocrazia senatoria.
Tuttavia è degno di nota che nel 53, anno in cui non si riuscì ad eleggere i consoli, Cicerone entrò “a far parte del collegio degli àuguri, in età di 54 anni”.
§ 20 gennaio 52 a.C.- estate del 52 a.C.
Analogamente nel 52, le rispettive candidature di Milone per il consolato e Clodio per la pretura, portarono a scontri sempre più accesi tra le opposte bande per le vie di Roma, a tal punto che “nell'impossibilità di un regolare svolgimento dei comizi, anche il 52 incominciò senza che i consoli fossero stati eletti”.
Il 20 gennaio del 52 gli endemici disordini urbani culminarono nello scontro armato tra Clodio (leader politico della fazione dei populares) e Milone (leader politico della fazione degli optimates) lungo la via Appia in cui Clodio rimase ferito, ma Milone, forse temendone la successiva vendetta, “ordinò ai suoi di assalire l'osteria in cui si era rifugiato, e di finirlo”.
Alla vista del corpo straziato del loro leader, le masse popolari scatenarono violenti tumulti; la mattina del 19 gennaio trasportarono il corpo esanime nel Foro e lo deposero nella “Curia Hostilia”. “Qui il cadavere fu cremato e le fiamme della pira finirono per bruciare l'intero edificio, simbolo del senato e del potere repubblicano, danneggiando l'intera zona circostante.” A tal proposito in (leg. 17,42) Cicerone, alludendo alla morte di Publio Clodio, riferisce che:
“(…) i caporioni di questi delitti ed empi più d'ogni altro verso ogni culto, non solo furono colpiti in vita <da ignominia> e da disonore, ma ancora furono privi di sepoltura e di onoranze funebri”.
(…) scelerum principes fuerant et praeter ceteros in omni religione inpii, non solum vita <ignominia> cruciati atque dedecore, verum etiam sepultura et iustis exsequiarum caruerunt.
(Ferrero L., Zorzetti N., M. Tullio Cicerone. Opere politiche e filosofiche, Vol. I Lo Stato, Le leggi, I doveri, ed. UTET, Torino, 2009, p. 507).
Nel febbraio del 52 a.C., in una situazione di estrema tensione sociale, il senato accordò i pieni poteri a Pompeo nominandolo consul sine collega (console senza collega), una nuova magistratura che mascherava di fatto una vera e propria forma di governo personale. Infatti, al fine di provvedere all'ordine interno di Roma, egli fu autorizzato dal senato ad effettuare leve di truppe in Italia. Era l'inizio della fine per la repubblica dal momento che, con il conferimento dei pieni poteri a Pompeo, era stata violata non soltanto la collegialità di una carica amministrativa ma anche uno dei princìpi fondamentali della costituzione repubblicana, (che Cicerone nella sua opera De re publica aveva richiamato a rifondare), la quale escludeva tradizionalmente il ricorso “all'uso di truppe regolari entro la cerchia della città.” 
È possibile supporre che il conferimento a Pompeo dei pieni poteri, determinando l'emergere di una prevalenza del fattore militare a Roma, aprì progressivamente la strada alla guerra civile.
Pompeo, dunque, per ottemperare allo scopo per il quale era stato insignito della nuova magistratura, procedette, attraverso l'emanazione delle leggi “de vi e de ambitu” al ripristino di quell'ordine che era stato a lungo sconvolto da violenti torbidi.
Le leggi che egli fece approvare portarono “nei primi giorni del mese di aprile” al perseguimento in giudizio di Milone reo di aver assassinato il leader della fazione dei populares, Clodio.
La difesa di Milone fu affidata a Cicerone, in virtù del loro legame di amicizia (non a caso l'Arpinate aveva precedentemente appoggiato la sua candidatura al consolato per il 52), ma soprattutto come segno di riconoscenza per il suo essersi prodigato in favore dell'amico affinché fosse richiamato dall'esilio.
Nonostante questo, l'arringa di Cicerone si mostrò debole a causa dell'atmosfera ostile che accompagnò il processo scandito dai violenti tumulti dei populares.“Il tribunale lo giudicò colpevole 38 voti contro 13 e lo condannò all'esilio.” 
“Milone fu dunque condannato per i voti di 12 senatori su 18, 13 equites su 17 e 16 tribuni dell'erario su 19, e costretto a ritirarsi in esilio a Marsiglia”.
Il processo contro Milone ebbe inizio il 4 aprile del 52 a.C. e si concluse l'8 dello stesso mese. A tal proposito è interessante notare che, proprio in quel medesimo anno, lo scrittore si apprestò ad avviare la stesura del trattato intitolato De legibus pubblicato solo più tardi.
È probabile che Cicerone abbia avviato la composizione del dialogo a partire dall'estate del 52 a.C. e che pertanto l'estate in cui il dialogo si svolse era la stessa di quando lo stendeva. Se infatti la composizione fosse caduta in un periodo successivo non si spiegherebbe come Pompeo vi figuri, anacronisticamente, come ancora vivo.
Per giunta nell'Arpinate è ancora vivo il ricordo (leg. 2,6) del processo del filopompeiano Tito Ampio Balbo (tribuno nel 63 a.C. e proconsole in Asia nel 58 a.C.) tenutosi nel 52 a.C., in difesa del quale intervennero sia Pompeo che Cicerone il quale pronunziò un'orazione in favore dell'interessato.
A riprova di quanto affermato, la presenza di numerosi accenni ad avvenimenti pubblici e personali immediatamente precedenti gli anni '50 e comunque mai posteriori all'uccisione di Clodio, lasciano supporre che l'opera sia stata scritta tra il 52 e il 51 e pubblicata solo successivamente quando l'autore non era più in vita. Tale ipotesi è in linea con quanto asserito dalla maggior parte degli studiosi concordi “nel collocare la composizione del De legibus tra la primavera del 52 e quella del 51 a.C.”
Da questa prospettiva si ricava l'impressione che fosse precipua intenzione dell'Autore ambientare il dialogo al presente al fine di conferire all'opera una dimensione di più marcata attualità.
§ Estate del 51- 25 settembre 47 a.C.
Nel 51 a.C., partendo per la Cilicia, Cicerone lasciò probabilmente incompiuto il dialogo De legibus. Essendo stato designato in forza delle norme che discendevano dalla legge di Pompeo de provinciis del 52 a.C. al governo della Cilicia in qualità di proconsole “dall'estate del 51 all'estate del 50”, Cicerone si trovò fuori Roma durante i diciotto mesi che precedettero lo scoppio della guerra civile. A tal proposito sia il Narducci che il Carpitella sono concordi nell'affermare che nonostante lo scrittore latino si fosse rassegnato “di mala voglia ad allontanarsi da Roma” avendo considerato questo incarico con “orrore, come un secondo esilio”, egli tuttavia fu un governatore “giusto anche se non di polso”.
Cicerone fece ritorno a Roma nel novembre del 50 così fu travolto dal vortice della guerra civile.
Dall'epistolario dell'Arpinate si evince che, durante la guerra civile tra Cesare e Pompeo (49-45 a.C.), sebbene si fosse schierato dalla parte di quest'ultimo seguendolo in Oriente, non mancò di “accusare Pompeo e il senato di aver favorito, in definitiva, l'ascesa di Cesare”. D'altronde Cicerone non giunse mai a stabilire con Pompeo quello stretto rapporto cui aspirava.
Per giunta, nel corso del conflitto, egli prese progressivamente coscienza che Pompeo e gli ottimati non fossero del tutto pronti, tanto sul piano politico quanto su quello militare, a sostenere il confronto con Cesare.
Nel 48 a.C. difatti Cesare sconfisse Pompeo a Farsàlo; il trionfatore fu nominato console, poi dittatore.
Al termine del conflitto, Cicerone rientrato in Italia, ottenne a Brindisi il perdono di Cesare. Da quel momento in poi l'Arpinate andrà incontro ad un progressivo isolamento politico come testimoniato nell'opera De natura deorum in cui Cicerone “si rammarica del forzato ozio impostogli dalla dittatura di Cesare prima, e dalle torbide condizioni politiche seguite alla sua morte”.
A tal proposito è interessante notare che, secondo quanto affermato da Carpitella, fu proprio il graduale isolamento politico di Cicerone che vide accrescere in lui l'importanza dello stretto legame col cavaliere T. Pomponio Attico, uomo di grande cultura nelle due lingue, suo banchiere, consigliere finanziario, editore e amico generosissimo e paziente.

## Struttura dell'opera
Il trattato Sulle leggi, originariamente composto da cinque libri – come indicherebbe una citazione del V libro fatta dal filosofo e scrittore romano Macrobio – è stato trasmesso ai posteri in soli tre libri. L'opera è esposta in forma di dialogo fra tre interlocutori Cicerone, suo fratello Quinto ed il caro amico Attico; tuttavia essendo rimasta incompleta fu pubblicata postuma.
L'autore, sulla falsariga di Platone, ritenuto il più grande tra i filosofi greci – il quale, nell'opera Nòmoi, aveva esposto un programma legislativo applicabile allo stato ideale da lui precedentemente teorizzato nella Politèia - ideò il De legibus come coronamento del lavoro iniziato con il De re publica; perciò, dopo aver trattato dello stato per eccellenza, quello romano, si propose di spiegarne l'ordinamento normativo e di chiarire l'origine del diritto.
Il De legibus, secondo il punto di vista espresso da Filippo Cancelli, è “il più platonico o l'unico veramente platonico tra tutti i dialoghi ciceroniani”. I punti di contatto con l'Ateniese sono riconducibili a tre elementi essenziali riguardanti l'impianto tecnico-letterario:
- È l'unica opera in cui compare la natura schietta e ricca di imprevisti tipica del dialogo platonico. Gli altri dialoghi ciceroniani, invece, sono decisamente più impostati e rigidi, gli interlocutori espongono ordinatamente le proprie tesi, quasi a ricordare le cadenzate deposizioni giudiziarie.
- La forma del dialogo è quella diretta e non raccontata.
- Il paesaggio descritto ricorda moltissimo le più classiche ambientazioni platoniche.

Se da un lato, come abbiamo visto, si può parlare di talune analogie tra l'opera di Cicerone e quella del grande filosofo greco, dall'altro non si possono certo tralasciare le discordanze contenutistiche tra i due. Lo stato utopico e perfetto dell'opera platonica si contrappone nettamente allo stato reale al quale fa riferimento lo scrittore latino. Il progetto di Cicerone è infatti quello di superare la pura speculazione filosofica del suo modello ellenico, per approdare ad un lavoro che, partendo da teorie universali, giungesse a fornire un esempio concreto da seguire per ripristinare l'antica gloria della res publica. Nel più classico pragmatismo romano, Cicerone rivolge la sua attenzione ai problemi che attanagliano Roma e la società romana, senza curarsi troppo – o affatto – dell'essere umano in sé e del destino della sua anima (platonicamente intesa).

### Divisione dei libri
Il Professor Andrew Roy Dick, docente di Lettere Classiche presso l'Università della California e tra i primi a condurre studi approfonditi sul De legibus ̶ troppo spesso adombrato dal più celebre De re publica ̶ ha efficacemente delineato, nel suo A commentary on Cicero, De legibus pubblicato nel 2004, una struttura schematica dei contenuti dell'opera ciceroniana riassumibile grosso modo come segue:
Liber I
I. Cornice e definizione del tema principale (leg. 1,17):
A. La presunta “Quercia Mariana” e la differenza tra storia e poesia (leg. 1,1; 1,5).
B. La storiografia come possibile campo per future trattazioni ciceroniane (leg. 1,5-12).
Attico esorta Cicerone alla stesura di un'opera storica, ma l'Arpinate declina l'invito, sostenendo la necessità di essere “libero da preoccupazioni e occupazioni” (leg. 1, 8) per potersi dedicare completamente ad un così grande lavoro.
C. Definizione dell'oggetto dell'opera (leg. 13-17), efficacemente sintetizzata dall'Autore in (leg. 1,17):
(…) in hac disputatione tota causa est universi iuris ac legum, ut hoc civile, quod dicimus, in parvum quendam et angustum locum concludatur. Natura enim iuris explicanda nobis est eaque ab hominis repetenda natura (…).
(Ferrero L., Zorzetti N., M. Tullio Cicerone. Opere politiche e filosofiche, Vol. I Lo Stato, Le leggi, I doveri, ed. UTET, Torino, 2009, p. 427).
II. I principia iuris (leg. 1,18-35):
A. Exordium sulla definizione del termine “legge” (leg. 1,18-19):
Cicerone chiarisce significato della parola “legge” facendo riferimento al suo doppio etimo, greco e latino: la derivazione del vocabolo greco νόμος, “legge”, da νέμειν, “distribuire”, richiama, nell'ottica ciceroniana, il concetto di equità, inteso come ripartizione giusta; invece, il termine latino lex, provenendo da lĕgĕre, nel significato di "scegliere", rimanda alla scelta tra giusto e sbagliato operata dall'uomo saggio.
Entrambe le accezioni sono ritenute dall'autore proprie della legge.
B. Formulazione della premessa (leg. 20-21):
Cicerone fissa le radici del diritto nella natura e chiede all'amico Attico di ignorare per un momento la sua fede epicurea e di concedergli di introdurre il proprio discorso, partendo dall'assunto che l'universo sia governato e retto da una qualche divinità.
C. Praemunitio sulla derivazione dello ius dal diritto naturale (leg. 1,22-35).
A tal proposito Cicerone afferma che (leg. 1,22):
“L'uomo è stato generato dal sommo dio in una certa privilegiata condizione; fra tanti generi e specie di esseri animati è infatti il solo partecipe della ragione e del pensiero (…) Che cosa infatti non vi è, non dirò nell'uomo, ma nel cielo tutto e sulla terra di più divino della ragione?”
(Ferrero L., Zorzetti N., M. Tullio Cicerone. Opere politiche e filosofiche, Vol. I Lo Stato, Le leggi, I doveri, ed. UTET, Torino, 2009, p. 431).
La ragione, dunque, è posta dall'autore a fondamento della relazione tra uomo e divinità, la ratio è identificata con la legge stessa che accomuna tutti gli uomini. Solo colui che sarà in grado di cogliere questo legame e di vivere secondo il principio divino insito in ogni essere umano, potrà elevarsi al di sopra dei vizi e aprirsi alla virtù, vale a dire “la natura stessa portata al culmine della perfezione” (leg. 1,25).
E. come la ragione è comune a tutti gli uomini, così il diritto – che in essa risiede – è dato a tutti.
III. Scopi e metodi della discussione che sta per aprirsi (leg. 1,36-39):
A. Volontà di adottare il metodo “moderno” degli Stoici (leg. 1,36).
B. Elenco dei gruppi che approverebbero o no le argomentazioni ciceroniane (leg. 1,37-39).
IV. Rifiuto della teoria utilitaristica del diritto (leg. 1,40-52):
Secondo Cicerone è sbagliato ritenere il comportamento dei giusti derivante dalla possibilità di un eventuale guadagno. Se così fosse, nessuno dovrebbe essere considerato buono, quanto piuttosto furbo: la giustizia, al contrario, risiede nell'onestà. (leg. 1,40-41). Altro grave errore, per l'Arpinate, è “il considerare giusto tutto quanto si trova nel costume e nelle leggi dei popoli” (leg. 1,42).
V. Digressione a riguardo del finis honorum (leg. 52-57):
A. Lucio Gellio come mediatore tra le scuole filosofiche (leg. 1,53).
B. Cicerone come mediatore nella disputa tra l'antica Accademia e il pensiero di Zenone (leg. 1,53-55).
C. Intervento di Quinto (leg. 1,56-57).
VI. Elogio della saggezza, sapientia, (leg. 1,58-62):
A. Enunciazione della massima “conosci te stesso” (leg. 1,58-59)
B. Etica (leg. 1,60)
C. Fisica (leg. 1,61)
D. Dialettica e Retorica (leg. 1,62).
VII. L'importanza della filosofia ed il suo legame con Cicerone.
Liber II
I. Dialogo introduttivo sull'amenità del luogo (l'isola che è nel Fibreno, leg. 2,1-7).
II. Premessa filosofica per introdurre l'enunciazione delle leggi (leg. 2,7-14).
III. Il proemium legis (leg. 2,14-16).
IV. Alcune ulteriori osservazioni (leg. 2,17-18).
A. La relazione con Platone.
B. Il linguaggio delle leggi.
V. Le leggi (leg. 2,19-22):
A. Il modo di approcciarsi agli dei (leg. 2,19-vindex erit).
B. Gli dei leciti ed i loro templi (Separatim nemo – vitiorum).
C. I riti sacri e la loro organizzazione (Sacra solleoni – leg. 2,20 providento).
D. I funzionari religiosi (Divisque <alii> aliis sacerdotes – leg. 2,21 obstita pianto).
Si fa riferimento a coloro che presiedono le cerimonie pubbliche, agli àuguri, ai feziali e agli arùspici.
E. Disposizioni varie (Nocturna mulierum – leg. 2,22):
1. Proibizione dei riti femminili notturni
2. Espiazioni;
3. Giochi pubblici;
4. Esaltazione dei riti ancestrali;
5. Restrizioni riguardanti le collette;
6. Furto di cose sacre o consacrate, spergiuro, incesto;
7. Promesse divine e violazioni della legge sacra;
8. Divieto di consacrare terre o altri beni costosi;
9. Importanza dei riti privati;
10. Regolazione del culto dei morti.

VI. Commento sulle consuetudini (leg. 2,23-45).
VII. Appendice: esame delle leggi esistenti (leg. 2,46-68).
VIII. Passaggio al tema delle magistrature (leg. 2,69).
Liber III
I. Platone come riferimento (leg. 3,1).
II. L'elogio della legge (leg. 3,2-5).
III. Enunciazione delle leggi (leg. 3,6-11):
A. L'autorità dei magistrati ed i loro limiti (leg. 3,6;1-4 ius ratumque esto).
B. I magistrati (leg. 3,6-5 – leg. 3,7-10: Minoris magistratus – eique ius coerandi dato):
1. Magistrature minori (leg. 3,6-5):
a. Questori.
b. Triumviri capitales.
c. Triumviri aere argento auro flando feriundo.
d. Decemviri stlitibus iudicandis.
2. Magistrature maggiori (leg. 3,7.1-9):
a. Edili (leg. 3,7-1).
b. Censori.
c. Pretori (leg. 3,8-1).
d. Consoli.
e. La lex annalis.
f. Il dictator e il magister equitum.
g. L'interregnum.
h. Le ambascerie.
i. Tribuni della plebe.
l. Auspicia et iudicia spettano a tutti i magistrati (leg. 3,10-1).
3. Il Senato:
a. Composizione.
b. Validità dei decreti da esso emanati.
c. Esempio per gli altri ordini.
4. Il voto: scritto ma accessibile agli ottimati.
5. Magistrature straordinarie.
C. Assemblee, proposte e delibere.
D. Disposizioni varie (leg. 3,11).
IV. Dialogo introduttivo all'argomento successivo (leg. 3,12).
Quinto nota che la distribuzione di tutti i magistrati, precedentemente esposta, “è quasi quella della nostra città (…)” (leg. 3, 12), Cicerone dopo aver dato conferma di ciò si appresta a parlare dei tipi di Stato, le cui differenze sono determinate dalla distribuzione delle magistrature.
V. Il tema dello Stato trattato dai filosofi greci.(leg. 3,13-17 + lacuna).
VI. Dibattito circa l'ordinamento dello Stato Romano (lacuna + leg. 3,18-47).
VII. Appendice: de iure populi (leg. 3,47-49 + lacuna).

### I Luoghi
Cicerone perseverò nell'emulazione di Platone non solo facendo seguire alla composizione del De re publica quella del De legibus (leg.1,15) ma anche conferendo alla cornice del dialogo un'ambientazione dai toni lirici che richiamava l'atmosfera di alcuni dialoghi platonici come ad esempio Le Leggi e il Fedro.
Il De legibus si apre senza proemio ed è ambientato nella villa di Cicerone presso Arpino.
È interessante notare che secondo quanto affermato da Mario Carpitella “Cicerone non fu mai veramente ricco, possedeva otto residenze di campagna, in Campania, ad Arpino, a Formia e a Tuscolo (…), a Roma andava fiero della sua casa sul Palatino, che aveva comprato nel 62 per tre milioni e mezzo di sesterzi (Fam. V 6,2)”.
Alla luce di questo, è probabile che la scelta di Cicerone di ambientare il De legibus nella campagna di Arpino sia da ricercare nelle sue numerose analogie paesaggistico-morfologiche con i luoghi prescelti da Platone come cornice dei suoi dialoghi.
Il dialogo si svolge in una giornata d'estate ed ha come sfondo l'amena campagna della valle del Liri precisamente là dove le acque del Fibreno confluiscono in quel fiume: da questo punto è possibile intravedere in lontananza il bosco sacro e in primo piano, la quercia divenuta ormai celebre nel paesaggio di Arpino per la sua annosità.
All'interno di questa cornice è racchiuso l'incipit del primo libro del De legibus (leg. 1,1-14).
Le diverse affinità che in primo luogo si riscontrano tra il dialogo ciceroniano e il Fedro platonico emergono più chiaramente nel primo libro a partire da (leg.1, 14-63), ricorrendo costantemente fino alla parte finale (leg. 1,63). In particolare, una prima affinità tra le due opere si evince nella proposta avanzata da Cicerone in (leg. 1,14) e da Socrate in (Phaedr. 229a) di proseguire la conversazione con i loro rispettivi interlocutori lungo la riva del fiume Liri, nel primo caso, e lungo quella dell'Illisso nel secondo, come segue:
MARCUS ‒ Quin igitur ad illa spatia nostra sedesque pergimus, ubi, cum satis erit ambulatum, requiescemus, nec profecto nobis delectatio derit aliud ex alio quaerentibus.
ATTICUS ‒ Nos vero, et hac quidem ad Lirem, si placet, per ripam et umbram.
(Ferrero L., Zorzetti N., M. Tullio Cicerone, Opere politiche e filosofiche, UTET, Torino, 2009, vol. I., p. 424).
ΣΩΚΡΑΤΗΣ Δεῦρ' ἐκτραπόμενοι κατὰ τὸν Ἰλισὸν ἴωμεν, εἶτα ὅπου ἂν δόξῃ ἐν ἡσυχίᾳ καθεδοῦμεθα.
(Reale G., Platone, Fedro, ed. Rusconi Libri, Milano, 1993, p. 12).
Alla proposta di Cicerone e Socrate fa parallelamente seguito quella loro rivolta dagli interlocutori Attico e Fedro di soffermarsi in un luogo ben preciso in cui poter proseguire tranquillamente la loro conversazione: il primo suggerisce di sostare presso una salubre e amena isola situata nel fiume Fibreno (leg. 2,1; 2,3), il secondo invece indica un altissimo platano all'ombra del quale è possibile trovare erba su cui sedere e una brezza moderata (Phaedr. 229b), come segue:
ATTICUS ‒ Sed visne, quoniam et satis iam ambulatum est et tibi aliud dicendi initium sumendum est, locum mutemus et in insula, quae est in Fibreno (…).
MARCUS ‒ Ego vero, cum licet pluris dies abesse praesertim hoc tempore anni, et amoenitatem hanc et salubritatem [hanc] sequor, raro autem licet.
(Ferrero L., Zorzetti N., M. Tullio Cicerone, Opere politiche e filosofiche, UTET, Torino, 2009, vol. I., p. 466).
ΦΑΙΔΡΟΣ Όρᾷς οὖν ἐκείνην τὴν ὑψηλοτάτην πλάτανον ;
ΣΩΚΡΑΤΗΣ Τί μήν ;
ΦΑΙΔΡΟΣ Ἐκεῖ σκιά τ' ἐστὶν καὶ πνεῦμα μέτριον, καὶ πόα καθίζεσθαι ἢ ἂν βουλώμεθα κατακλινῆναι.
ΣΩΚΡΑΤΗΣ Προάγοις ἄν.
(Reale G., Platone, Fedro, ed. Rusconi Libri, Milano, 1993, p. 12).
Un altro importante richiamo del dialogo ciceroniano a quello platonico affiora non appena l'Arpinate e Attico giungono nel luogo prescelto.
Attico infatti, nel corso della discussione, fa riferimento ad una particolare azione compiuta da Socrate nel Fedro di Platone quando, passeggiando in riva all'Ilisso, ne tasta le fresche acque con il suo piede (Phaedr. 229a), allo stesso modo Attico dichiara di non aver mai tastato un'acqua più piacevolmente fredda di quella del Liri, là dove esso confluisce nel Fibreno (leg. 2,3):
ATTICUS ‒ (…) nec enim ullum hoc frigidus flumen attigi, cum ad multa accesserim, ut vix pede temptare id possim, quod in Phaedro Platonis facit Socrates.
(Ferrero L., Zorzetti N., M. Tullio Cicerone, Opere politiche e filosofiche, UTET, Torino, 2009, vol. I., p. 470-472).
ΦΑΙΔΡΟΣ Εἰ καιρόν, ὡς ἒοικεν, ἀνυπόδητος ὣν ἔτυχον· σὺ μὲν γὰρ δὴ ἀεί. ‘Ρᾷστον οὖν ἡμῖν κατὰ τὸ ὑδάτιον βρέχουσι | τοὺς πόδας ἰέναι, καὶ οὐκ ἀηδές, ἄλλως τε καὶ τήνδε τὴν ὥραν τοῦ ἔτουϛ τε καὶ τῆϛ ἡμέρας.
(Reale G., Platone, Fedro, ed. Rusconi Libri, Milano, 1993, p. 12).
In primo luogo è interessante notare come il tema della veridicità storica del mito venga introdotto in modo analogo in entrambi i dialoghi.
Nel dialogo platonico è la vista delle acque dell'Ilisso, del quale Fedro si era apprestato ad elogiarne la freschezza, ad indurre quest'ultimo a chiedere a Socrate se nei pressi del luogo in cui si erano soffermati in quel momento Borea avesse rapito la nereide Orizia (Phaedr. 229b). Fedro prosegue asserendo di aver dedotto questo poiché acque così limpide e incantevoli, quali quelle che solcavano l'Ilisso, non avrebbero potuto non costituire dimora più appropriata per i giochi delle fanciulle.
Una domanda non dissimile per affinità di argomento è quella rivolta da Attico a Cicerone in apertura del I libro del De legibus.
In questo caso l'interrogativo prende le mosse dalla vista di una quercia (quercus) collocata nei pressi del bosco in cui si accingevano a sostare.
L'annosità dell'arbusto in questione induce Attico a riflettere sulla possibilità che tale quercia possa effettivamente essere quella di cui aveva spesso letto nel Mario, il poemetto epico-storico redatto da Cicerone in lode del proprio concittadino (leg. 1,1).
In secondo luogo è degno di nota evidenziare che, ai due analoghi quesiti che Fedro e Attico rivolgono ai loro interlocutori nel Fedro e nel De legibus, corrispondono simmetricamente due risposte altrettanto analoghe avanzate rispettivamente da Socrate e Cicerone.
Nel dialogo platonico Socrate risponde positivamente al quesito posto da Fedro (Phaedr. 229c) precisando che il luogo esatto in cui avvenne il mitico rapimento si trova “κάτωθεν ὅσον δύ' ἢ τρία στάδια (…) πού τίϛ ἐστι βωμὸϛ αὐτόθι Βορέου”.
In seguito Fedro approfondisce ulteriormente la domanda iniziale chiedendo al suo interlocutore se crede nella veridicità del racconto circa il rapimento della nereide Orizia (Phaedr. 229c).
Socrate offre una spiegazione razionale non impegnandosi tuttavia in una risposta definitiva: egli necessiterebbe di maggior tempo libero (σχολή) per esaminare l'argomento appropriatamente, pertanto gli appare ridicolo trattare ἀλλότρια (argomenti non pertinenti) o (altri argomenti) non essendo ancora in grado, come tutti coloro che si definiscono sapienti, di giungere ad una piena coscienza di sé (Phaedr. 229c-230a).
Analogamente nel dialogo ciceroniano Attico, proprio come Fedro, indaga ulteriormente in merito all'argomento preso in esame, domandando a Cicerone se confida nella veridicità storica del mito secondo cui Gaio Mario avrebbe dedotto un fausto presagio dall'involarsi di un'aquila (nuntia fulva Iovis miranda visa figura) dalla quercia presso la quale si erano soffermati durante la loro passeggiata nel bosco di Arpino (leg. 1,2).
Cicerone risponde puntualizzando che il suo tentativo di inserire argomenti di tradizione mitologica all'interno del Mario non deve essere letto dai contemporanei alla luce di quella verità e di quel rigore che si è soliti esigere dai testimoni diretti, ma piuttosto come il tentativo di un poeta di illustrare le vicende storiche in lode di un proprio concittadino (leg. 1,2). Per tali ragioni, ne consegue che, secondo lo scrittore latino, le leggi da osservare in una poesia (poëmate leges) sono ben differenti da quelle da osservare nella storia (historia leges), dal momento che in illa (nella storia) omnia ad veritatem referantur, in hoc (nella poesia) ad delectationem pleraque , (leg. 1,5).
Passi di importanza fondamentale sono quelli in cui Attico volge il dibattito sulla possibilità dell'Arpinate di scrivere una historia (leg.1,5-7). È degno di nota che la risposta di Cicerone a questa proposta fa da eco alla lamentela di Socrate sulla mancanza di tempo libero (Phaedr. 229c-230a) sebbene ciò che riempie il tempo di Cicerone non è il tentativo di conoscere sé stesso, ma le preoccupazioni (cura) e le occupazioni (negotia): le arringhe da trascrivere e pronunziare in Senato (leg. 1,12).
Dall'analisi delle frequenti affinità e simmetrie che intercorrono tra il Fedro platonico e il De legibus di Cicerone, concernenti essenzialmente la cornice e l'ambientazione, si ricava l'impressione che quest'ultimo sia ricorso per la stesura della sua opera alla struttura portante dei dialoghi platonici sebbene abbia alterato la scena e compiuto rispettivi adattamenti dell'argomento mitologico pervenendo, ad ogni modo, ad una creazione autonoma e per certi aspetti originale in cui la figura di Attico assume il ruolo di Fedro e quella di Cicerone il ruolo di Socrate in un continuo gioco di scambi intertestuale.
Infine il De legibus presenta vistose analagie testuali anche con un altro importante dialogo platonico: i Nόmoi, le Leggi.
La scena si svolge sull'isola di Creta e vede come protagonisti tre anziani uomini, un Ateniese (sotto le cui spoglie è facile identificare Platone stesso), un cretese di nome Clinia e infine uno spartano, Megillo. La conversazione, che ha luogo in una lunga giornata di metà estate, si sviluppa essenzialmente dalla contrapposizione tra due differenti sistemi costituzionali; da un lato quello aristocratico di stampo dorico, sostenuto da Clinia e Megillo, dall'altro quello democratico ateniese, sostenuto dall'ospite Ateniese che fin dall'inizio sembra adempire quella funzione svolta da Socrate in molti dei precedenti dialoghi.
Ancora una volta le affinità con il dialogo ciceroniano sono inerenti tanto la cornice quanto l'ambientazione in cui vengono inquadrate le due opere.
In primo luogo, un riferimento diretto ai Nòmoi di Platone può essere individuato nel passo (leg.1,15) del De legibus in cui Cicerone, rivolgendosi ad Attico, suggerisce di avviare una trattazione su ciò che concerne la pratica forense (forensis usus) passeggiando fra procerissimas populos in viridi opacaque ripa inambulantes emulando volutamente l'Ateniese, il cretese Clinia e lo spartano Megillo i quali, in un giorno d'estate - prosegue Cicerone - presero a discorrere in cupressetis Gnosiorum et spatiis silvestribus sulle istituzioni politiche (de institutis rerum publicarum) e delle migliori legislazioni (optimis legibus).
È degno di nota che tale riferimento è chiaramente paragonabile ad un passo presente nell'incipit del Libro I dei Nòmoi, precisamente (leg. 625a-b) in cui l'Ateniese, rivolgendosi ai propri interlocutori, avanza per primo l'idea di discutere di costituzioni politiche e di leggi, (περί τὰ πολιτείας καὶ νόμων), sostando lungo la via che porta, “ἐκ Κνωσοῦ ὁδὸς εἰς τὸ τοῦ Διὸς ἂντρον καὶ ἱερόν (…)”, «da Cnosso alla grotta e al tempio di Zeus», poiché, prosegue l'Ateniese, “κατὰ τὴν ὁδόν, (…) ἐν τοῖς ὑψηλοῖς δένδρεσίν εἰσι σκιαραί (…)”, «lungo la strada vi sono alti alberi ombrosi».
Clinia accoglie positivamente la proposta del compagno, elogia pertanto la bellezza e l'amenità del posto invitando i suoi interlocutori ad avanzare ulteriormente nel bosco sacro poiché vi sono cipressi (κυπαρίττων) di straordinaria statura e bellezza e prati (λειμῶνεϛ) dove riposare tranquilli indulgendo al piacere della conversazione, come segue:
ΚΛ. Καὶ μὴν ἔστιν γε, ῶ ξένε, προϊόντι κυπαρίττων τε ἐν τοῖϛ ἄλσεσιν ὕψη καὶ κάλλη θαυμάσια, καὶ λειμῶνεϛ ἐν οἶσιν ἀναπαυόμενοι διατρίβοιμεν ἄν.
(Ferrari F, Poli S., Platone. Le Leggi, ed. BUR, Milano, 2005 p. 82).
Concludendo la presente trattazione è possibile affermare che i luoghi in cui Cicerone ambienta il dialogo De legibus (in particolare la “quercia mariana”), fanno un indiscusso riferimento a due passi di Platone (Phaedr. 229a-b e Leg. 625a-b) nei quali il locus amoenus è rappresentato dallo spazio all'ombra di un albero, in particolare da un platano, nel Fedro, e da alti cipressi nelle Leggi.
In quest' ottica, per Cicerone, la caratterizzazione del locus amoenus risulta essenziale per perseguire un duplice fine: da una parte, perseverare nell'emulazione del modello platonico, dall'altra, offrire una rappresentazione realistica delle conversazioni oggetto del dialogo in grado di ispirare tanto i protagonisti per la costruzione dei loro discorsi quanto i lettori contemporanei nella prosecuzione della lettura.
L'ambientazione del dialogo ciceroniano, così come la cornice dei due dialoghi platonici, sembra come calata in un tempo mitico e rivestita di un'aura semidivina, solenne annunciatrice del tono dell'argomento che gli interlocutori si apprestano di volta in volta ad introdurre.
Tale è la forza simbolica del paesaggio ciceroniano che, consentendo di evocare illustri personaggi del passato, è pertanto depositario e custode della loro storia da trasmettere ai posteri in funzione pedagogica come nel caso della quercia di Mario che, richiamando alla mente dei passanti il ricordo del generale, invita a trarne insegnamento quale exemplum di rispetto del mos maiorum.

## I personaggi
Il trattato De legibus, così come concepito da Cicerone, si sviluppa nei suoi tre libri attraverso il dialogo fra tre diversi interlocutori:
•	Tito Pomponio Attico, (110-32 a.C.),
•	Marco Tullio Cicerone (106- 43 a.C.),
•	Quinto Tullio Cicerone (102-43 a.C.).
La caratterizzazione dei singoli personaggi, tutti contemporanei all'Autore, emerge progressivamente all'interno del De legibus nel corso dell'ideale conversazione che Cicerone ambienta nell'amena campagna della villa di Arpino, presso il fiume Liri.
Durante la passeggiata la vista della cosiddetta “quercia di Mario”, quercus Mariana (leg. 1,2), ispira gli interlocutori ad intraprendere un dibattito sull'epica storica e sulla storiografia.
§ Tito Pomponio Attico
Letterato romano, profondo estimatore della cultura greca, seguace della filosofia epicurea nacque a Roma nel 109 a.C. da una nobile famiglia di ceto equestre.
Il suo soprannome “Attico” gli fu affibbiato in quanto era solito intrattenersi per lunghi periodi ad Atene, ove visse “dall'86 al 65 a.C., allorché le lotte civili e l'instaurata dittatura di Silla resero pericolosa e per lui personalmente e per il suo patrimonio la residenza a Roma”.
È degno di nota che Attico fu legato a Cicerone da un profondo e duraturo legame di amicizia, risalente al 79 a.C., testimoniato dalla loro nutrita corrispondenza epistolare (68-44 a.C.) raccolta nei XVI libri delle Epistulae ad Atticum indirizzate al dotto amico che aveva curato come editore alcune opere ciceroniane. Inoltre Cicerone dedicò all'amico Attico due opere composte rispettivamente nel 44 a.C.: il Laelius de amicitia e il Cato Maior de Senectute.
Secondo quanto affermato da Andrew Dyck, il quale ha condotto ricerche e studi approfonditi intorno a tale opera, la figura di Attico si configura, all'interno del De legibus, come catalyst and motor of dialogue (catalizzatore e motore del dialogo), un common pattern dei dialoghi ciceroniani.
A riprova di questo il primo libro del De legibus si apre con l'invito rivolto da Attico a Cicerone di dedicarsi alla stesura di un'opera storica, historia (leg. 1,2), affinché in questo genere i romani non restino “per nulla inferiori alla Grecia”.
L'Arpinate risponde (leg. 1,8-9) che gli manca il tempo libero (otio) da cura (preoccupazioni) e negotia (occupazioni) senza il quale res tanta suscipi potest, (un così grande lavoro non può essere intrapreso).
A questo punto Attico suggerisce all'amico di far seguire al De re publica un'opera sulle leggi. Perseverando nell'emulazione di Platone che dopo la Politèia, la Repubblica, aveva scritto i Nòmoi, le Leggi, (leg.1,15) Cicerone accoglie dunque di buon grado l'offerta dell'amico.
Dopo aver dato avvio al dialogo, Attico, secondo quanto riferito da Dyck, takes on the role of moderator(assume il ruolo di “moderatore”).
A testimonianza del ruolo di cui è stato investito, Attico conduce la conversazione dei propri interlocutori intorno a diverse problematiche la prima delle quali, di natura essenzialmente giuridica, concernente la contrapposizione tra la doppia patria: quella naturale e quella di diritto (leg. 2,5).
ATTICO ‒ Ma come sta tuttavia il fatto, (…), cioè che questo luogo, Arpino, sarebbe la vostra naturale patria? Forse che ne avete due, di patrie? O quella sola è la patria comune?
MARCO ̶ Per Ercole, io penso che tanto egli come tutti i municipali abbiano due patrie, una quella natu˂rale, l'alt>ra quella giuridica; e come quel Catone, nato a Tusculo, fu assunto nella cittadinanza romana; così, essendo Tuscolano di nascita, e Romano per diritto di cittadinanza, ebbe l'una come patria naturale, l'altra di diritto (…) così noi consideriamo patria e quella in cui siamo nati, ˂e quella da cui> fummo ˂accolti>. Ma è necessario amare specialmente quella in grazia della quale il nome dello Stato è comune a tutti i cittadini; per la quale dobbiamo morire ed alla quale dedicarci interamente ed in cui porre tutti i nostri interessi e quasi consacrarveli; ma quella che ci ha generato è poi dolce in grado non molto diverso da quella che ci ha accolto. Perciò io mai negherò essere questa appunto la mia patria, pur essendo maggiore di essa quell'altra, e questa sia compresa in quell'altra ˂dalla quale ciascun municipale> riceve ˂il diritto> di una seconda cittadinanza e che considera l'unica patria.
ATTICUS ‒ Sed illud tamen quale est, (…), hunc locum, id enim ego te accipio dicere Arpinum, germanam patriam esse vestram? Numquid duas habetis patrias? An est una illa patria communis?
MARCUS ̶ Ego mehercule et illi et omnibus municipibus duas esse censeo patrias, unam natu˂rae, alte>ram civitatis; ut ille Cato, quom esset Tusculi natus, in populi Romani civitatem susceptus est, ita, quom ortu Tusculanus esset, civitate Romanus, habuit alteram loci patriam, alteram iuris (…), sic nos et eam patriam dicimus, ubi nati, ˂et illam, a qua excepti> sumus. Sed necesse est caritate eam praestare, qua rei publicae nomen universae civitatis est, pro qua mori et cui nos totos dedere et in qua nostra omnia ponere et quasi consecrare debemus; dulcis autem non multo secus est ea, quae genuit, quam illa, quae excepit. Itaque ego hanc meam esse patriam prorsus numquam negabo, dum illa sit maior, haec in ea contineatur ˂ex qua quisque municeps ius alterius> habet civitatis et unam illam civitatem putat.
(Ferrero L., Zorzetti N., M. Tullio Cicerone. Opere politiche e filosofiche, Vol. I Lo Stato, Le leggi, I doveri, ed. UTET, Torino, 2009, pp. 469–471).
Altri esempi che testimoniano il ruolo di moderatore che la figura di Attico è chiamata a ricoprire all'interno dell'opera, indirizzando di volta in volta la conversazione su questioni di varia natura, possono essere rintracciati rispettivamente nei passi (leg. 2,24 e 2,32) all'interno del secondo libro del De legibus.
Nel primo dei due passi (leg. 2,24) Attico invita Cicerone ad illustrare, dopo la dettagliata esposizione delle leggi sacrate (493 a.C.), “la consuetudine dei padri, che aveva allora forza di legge” (more maiorum, qui tum ut lex valebat). Nel secondo passo (leg. 2,32). invece, Attico chiede espressamente a Cicerone di esprimere il proprio punto di vista in merito al diritto e all'autorità del collegio degli àuguri introducendo un nuovo argomento di dibattito.
È interessante notare che il ruolo di moderatore assunto da Attico nei tre libri del De legibus emerge anche da una serie di fattori.
In primo luogo dalle numerose richieste di chiarimento che di volta in volta egli rivolge a Cicerone in merito ad argomenti di vario genere come riportato nei seguenti passi (leg. 1,1; 1,4; 1,22; 1,63; 3,33).
In secondo luogo Attico, nel corso del dibattito o a seguito della sua conclusione, fornisce agli interlocutori un breve riassunto sulla questione affrontata evidenziando il punto di vista espresso da Cicerone (leg.1.17; 1.35), commentando talvolta la sua origine e le sue implicazioni (leg.1.28; 1,63).
Oltre a distinguersi per il suo compito di moderatore del dialogo tra i tre interlocutori, la figura di Attico, risulta di grande interesse poiché, come indicato da Dyck, egli assume anche the role of stage-manager (il ruolo di “direttore d'orchestra”) dal momento che egli suggests a place for the interlocutors to sit (suggerisce per gli interlocutori un luogo in cui sostare) come si evince chiaramente nell'incipit del secondo libro (leg. 2,1) in cui Attico propone a Cicerone di proseguire la nuova conversazione “seduti nell'isola che è nel Fibreno”(… locum mutemus et in insula, quae est in Fibreno, …, sermoni reliquo demus operam sedentes?).
La presenza di Attico, oltre alla duplice funzione di introdurre la discussione e conferire forma e struttura all'argomento fornendo agli interlocutori una possibile chiave di lettura, ha anche lo scopo di accordare (…) a liveliness and vitality to this dialogue that make it scenically the most attractive of all of Cicero's contributions to the genre, (una vivacità e vitalità a questo dialogo rendendolo scenicamente il più affascinante fra tutti i contributi di Cicerone al genere).
Nel corso del dialogo Attico mette più volte in risalto le qualità di Cicerone sia come letterato professionista, l'unico in grado di realizzare un'opera storica capace di sostenere il confronto su tale genere con i greci (leg. 1,2), sia come oratore ricordando l'elogio che Pompeo gli aveva tributato in tribunale quando insieme a lui difese il tribuno Tito Ampio Balbo (leg. 2,6) alludendo perfino alla possibilità che Cicerone possa essere, fra tutti gli uomini del suo tempo, eccellente tanto negli studi scientifici quanto nel governo dello Stato (leg. 3,14).
A fronte di questo l'Arpinate non lesina parole di lode nei confronti della casa che Attico possedeva sia a Roma che ad Atene impreziosendo la digressione su quest'ultima con una reminiscenza omerica (leg. 1,2-3).
Da questa prospettiva non è dunque un caso che Cicerone nell'incipit del terzo libro (leg. 3,1) tesse le fila di un vero e proprio elogio nei confronti dello stile di vita e di linguaggio perseguito del suo amico Attico che, agli occhi dell'Arpinate, sembra aver conseguito difficillimam illam societatem gravitatis cum humanitate ossia “quella difficilissima unione della serietà con la gentilezza”.
A tal proposito Dyck avanza l'ipotesi che proprio l'elogio tributato da Cicerone ad Attico may be a clue that De Legibus was meant to be dedicated to Atticus in recognition not least of his loyal support during Cicero's exile.
Alla luce dell'analisi effettuata intorno alla costruzione e all'articolazione della complessa figura di Attico e delle sue molteplici funzioni che si esplicano nel corso dei tre libri del De legibus, Dyck sostiene, in ultima analisi che:  "It is above all the presence of Atticus that makes De Legibus a real dialogue; and the banter between Atticus and Marcus strikes one as the most natural and unforced in the entire corpus of Ciceronian dialogues (…);” dunque è soprattutto la presenza di Attico che rende il De legibus un dialogo reale; e il bonario scambio di battute tra Attico e Marco colpisce come uno dei più naturali e spontanei nell'intero corpus dei dialoghi ciceroniani.
In definitiva è probabile che la vitalità dell'intero dialogo tragga origine dal cosiddetto give-and-take (nel senso di “compromesso”, “dare e avere”) di Attico con Cicerone che permette all'autore in tal modo di perseguire il duplice obiettivo di conferire originalità e dinamicità al dialogo delineando al contempo il profilo esisteziale politico e filosofico del personaggio storico di Attico.
§ Marco Tullio Cicerone
Marco Tullio Cicerone (Arpino 3 gennaio 106 a.C.- Formia 7 dicembre 43 a.C.) autore del dialogo De legibus, introduce se stesso fra gli interlocutori quale protagonista e “moderatore (principatus)” degli altri due, alternandosi in questo compito con Attico.
L'Arpinate è inoltre il catalizzatore dell'attenzione degli interlocutori fin dall'inizio dell'opera.
D'altronde Cicerone già nel corso del primo libro, risalendo alle sorgenti del diritto, ricerca con acutezza nella filosofia il fondamento della dottrina giuridica (leg. 1,19: ea est enim naturae vis, ea mens ratioque prudentis, ea iuris atque iniuriae regula) così come lui stesso riferisce anche nel (leg. 1,18):
MARCO ‒ (…) Piacque dunque ai più versati nella materia di partire dalla legge, non so poi se con ragione, a condizione che, secondo la loro stessa definizione, la legge consista nella norma suprema inerente alla natura, la quale ordina ciò che si deve fare, e proibisce il contrario. Questa norma medesima, quando è resa evidente ed impressa nella mente umana, è la legge.
MARCUS ‒ (…) Igitur doctissimis viris proficisci placuit a lege, haud scio an recte, si modo, ut iidem definiunt, lex est ratio summa, insita in natura, quae iubet ea, quae facienda sunt, prohibetque contraria. Eadem ratio cum est in hominis mente confirmata et perfecta, lex est.
(Ferrero L., Zorzetti N., M. Tullio Cicerone. Opere politiche e filosofiche, Vol. I Lo Stato, Le leggi, I doveri, ed. UTET, Torino, 2009, p. 429).
Nel secondo e nel terzo libro, l'autore passa invece in rassegna con analoga maestria le leggi da cui gli stati devono essere retti invitando in prima persona a considerare i principi e gli ordinamenti stabiliti e codificati presso i vari popoli, ed in particolare le istituzioni giuridiche e civili del popolo romano (leg.1, 17).
È interessante notare come fin dalle prime pagine del dialogo emergono le principali caratteristiche distintive che concorrono a delineare la personalità di Cicerone.
Un primo indizio in tal senso è fornito dal fatto che essendo l'unico membro del gruppo ad essere di rango consolare, well awere of his dignity, ben consapevole della propria dignità, he is careful to see that the subject is framed in such a way as to be worthy of him, è attento a badare che l'argomento sia incorniciato in modo tale che sia degno di lui.
A riprova di quanto affermato, Cicerone precisa ai suoi interlocutori che il discorso sul diritto che si propone di affrontare verterà sul “diritto generale” (universus ius) piuttosto che sul “diritto civile” (ius civile) trattando quest'ultimo di argomenti humiliora (inferiori) rispetto a quelli che ha intenzione di esporre (leg. 1,14).
Accogliendo la proposta del suo amico Attico (leg. 1,15), Cicerone, rivela il proprio desiderio di perseverare nell'emulazione di Platone intendendo contrapporre al suo trattato sulle Leggi uno analogo, circostanza, questa, che secondo Dyck will give him the opportunity to play the role of Socrates (gli fornirà l'occasione per interpretare il ruolo di Socrate).
Dopo aver chiarito il punto di vista che Cicerone assume all'interno del dialogo è necessario focalizzare l'attenzione sull'inserimento da parte dell'autore di alcuni cenni biografici rilevanti, riguardanti le proprie vicende, sparsi nei tre libri del De legibus, che consentono da un lato di raccogliere maggiori informazioni in merito al suo temperamento e alla sua vita privata, dall'altro forniscono scorci di storia contemporanea di ragguardevole interesse.
In primo luogo Cicerone, nell'incipit del secondo libro (leg. 2,3) avvia un'ampia digressione che rende partecipe Attico dell'importanza del luogo in cui si apprestano a discutere. Celebrando l'amoenitatem et salubritatem (l'amenità e la salubrità) dei luoghi che circondano la villa di Arpino, dove nacquero sia l'autore che il fratello Quinto, Cicerone, mette in risalto come questa fosse la sua patria, haec est mea (…) germana patria e come questi stessi posti fossero ricchi di tradizioni religiose e tracce dei propri antenati, (…) hic maiorum multa vestigia.
In secondo luogo l'Arpinate accenna alle vicende di cui fu vittima nel 58 a.C., (leg. 2,42-43), quando il tribuno Publio Clodio, strumento del primo triumvirato, lo accusò di aver fatto giustiziare senza processo i complici di Catilina.
L'oratore andò allora in esilio volontario, e gli furono distrutte la casa sul Palatino e le ville di Tuscolo e Formia. Sull'area della prima «Clodio fece consacrare senza troppi scrupoli formali dal suo cognato pontefice L. Pinario Natta un tempio alla Libertà, “scacciando dagli altari” colui che li aveva salvati dalla congiura di Catilina».
Cicerone prosegue tale digressione, che assume gradualmente i toni di una violenta invettiva contro i suoi nemici politici, da una parte richiamando alla memoria il fatto di aver salvato la patria per aver adempiuto come console alla repressione della congiura di Catilina (63 a.C.) e di essere stato successivamente richiamato in patria dall'esilio (4 settembre del 57 a.C.), dall'altra invocando, per tutti i nemici della patria e per gli empi, un castigo divino esemplare che possa recare loro danno e rovina anche dopo la morte.
Per giunta l'Autore analizza le conseguenze che sarebbero scaturite qualora egli non avesse scelto di allontanarsi in volontario esilio (19 marzo del 58).
Lo scrittore latino infatti spiega che se avesse resistito con la forza e l'illegalità alla legge fatta approvare da Clodio (la lex de exilio Ciceronis, promulgata verso il 25 marzo del 58 e votata circa il 24 aprile dello stesso anno) e che lo colpiva come responsabile dell'illegale esecuzione dei catilinari Cetego e Lentulo, si sarebbe affacciata nuovamente per l'Urbe la minaccia di una guerra civile (leg. 3,11: Neque nobis cum illa tum peste certamen fuit, sed cum gravissimo rei publicae tempore, cui <ni> cessissem, non diuturnum beneficii mei patria fructum tulisset). Cicerone conclude il proprio pensiero al riguardo, attraverso una lucida analisi delle principali forze politiche che lo condussero all'esilio e in particolare “il fiammeggiante odio della moltitudine infuriata e la prepotenza dei tribuni” (leg. 3, 25-26) rei di aver scagliato contro di lui il popolo.
In definitiva si desume che fu l'insieme di queste circostanze che spinsero l'Arpinate, bandito dall'Urbe, a giungere all'amara considerazione di preferire di gran lunga che fosse privato di una città ingrata piuttosto che rimanere in una disonesta.
Altre informazioni sulla vita privata di Cicerone sono fornite da quest'ultimo nel primo libro in particolare (leg. 1,8 e 1,12), in cui l'autore accenna alle modalità con le quali era solito impiegare il proprio esiguo tempo libero affinché non andasse disperso e che solo in caso di raggiunti limiti di età e di ritiro quindi dagli affari pubblici (come dalle arringhe da pronunziare), avrebbe potuto dedicarsi ai lavori letterari interrotti così come approntarne di nuovi (Sic enim mihi liceret et isti rei, quam desideras, et multis uberioribus atque maioribus operae quantum vellem dare).
Alla luce di quanto affermato si ricava dunque l'impressione che la figura di Cicerone, così come costruita all'interno del dialogo, si configuri come maggiormente catalizzatrice e poliedrica rispetto a quella rappresentata da Attico e in ultima analisi da Quinto.
A tal proposito Dyck asserisce che Cicero was, throughout his literary career, to a considerable degree his own best subject. Insofar as he creates here a framework in which he can comfortably reveal a bit more of his personality (…), (Cicerone è stato, in tutta la sua carriera letteraria, in gran parte il suo miglior soggetto. Nella misura in cui egli crea una struttura in cui può comodamente rivelare un po' di più sulla sua personalità).
Da questa prospettiva il personaggio rappresentato da Marco Tullio Cicerone contribuisce a rendere il De legibus un'opera introspettiva in cui i personaggi non sono mai strumento passivo ed espediente meccanico di svolgimento e di progressione della conversazione ma ciascuno di loro rappresenta sempre “una parte ben definita e dignitosa” che talvolta consente di leggere tra le righe alcuni tratti salenti della loro psicologia e della loro personalità.
§ Quinto Tullio Cicerone
Quinto Tullio Cicerone (102-43 a.C.) era il fratello minore di Marco e fu educato ad Atene (79 a.C.) dove si recò con il fratello maggiore per approfondire gli studi filosofici e retorici.
Edile plebeo nel 65 e pretore nel 62 (“aiutato dal fatto che quando fu eletto, Marco era rispettivamente pretore e console”), governò l'Asia dal 61 al 59, “ricevendo due lunghe lettere di consigli e di critiche dal fratello a Roma”. È questo il periodo a cui risalgono le Epistulae ad Quintum fratrem (60-54 a.C.) 28 lettere indirizzate al fratello Quinto che furono raccolte da Cicerone in tre libri.
In merito al profilo esistenziale della figura di Quinto, Dyck riporta informazioni storiche di grande interesse quando afferma che, he found himself in danger of his life when on 23 January 57 he was attacked by a mob of Clodiani and left for dead, (egli si trovò in pericolo di vita quando il 23 gennaio del 57 fu attaccato da una folla di Clodiani e sopravvisse poiché lo avevano dato per morto). A tal proposito Plutarco nella sua opera Le Vite parallele aggiunge che sotto il consolato di Lentulo nel corso di una sedizione “vi furono tribuni che nella piazza riportarono ferite, e Quinto, il fratello di Cicerone, celato rimase fra i cadaveri e tenuto per morto (…)”.
Tuttavia questo non fu il solo atto intimidatorio che Quinto dovette subire per mano dei suoi antagonisti politici.
Le fonti infatti ne riportano un secondo verificatosi poco dopo il rientro di Cicerone in patria, a cui per altro lui stesso allude in (leg. 2,42).
Non a caso Dyck, informa che On 3 November 57 a band of Clodiani interrupted the rebuilding of Marcu's house on the Palatine and set fire to Quintus' nearby house as well, (Il 3 novembre del 57 una banda di Clodiani interruppe la ricostruzione della casa di Marco sul Palatino e incendiò anche la vicina casa di Quinto).
Per quanto concerne la personalità storica di Quinto è degno di nota che non aveva nulla del genio del fratello, infatti “era impetuoso e spesso si esprimeva senza tatto”; tuttavia dimostrò capacità amministrative e soprattutto un'esperienza militare che difettava a Marco.
Quando Pompeo ricevette l'incarico relativo ai rifornimenti agrari, Quinto, trascorse l'inverno del 57 in Sardegna come legato di Pompeo e successivamente fu scelto come legato nello stato maggiore di Cesare in Gallia dal 54 all'inizio del 41.
A riprova delle proprie capacità militari Quinto prese parte nel 54 all'invasione della Britannia nella quale si distinse guadagnando meritati elogi per il suo coraggio, venne inoltre designato come legato di Cicerone in Cilicia nel 51-50.
Nel corso della guerra civile si unì a Pompeo, fu perdonato da Cesare insieme al fratello e poi, “insieme al figlio, si comportò male diffamando suo fratello presso Cesare”.
Quinto cadde vittima insieme al figlio (Cicerone Quinto Tullio, nato dal matrimonio con Pomponia, sorella di Attico) della proscrizione del 43, essendo stato tradito dai suoi schiavi.
All'interno del De legibus il ruolo di Quinto si configura, per certi aspetti, come ridimensionato rispetto a quello ricoperto nel dialogo da Cicerone e da Attico. Tuttavia i suoi interventi, sebbene numericamente inferiori rispetto a quelli degli altri due interlocutori, contribuiscono spesso alla caratterizzazione della personalità dei Tullii Cicerones come si legge in (leg. 3.36) in cui Quinto richiama la memoria di suo nonna Gratidia e di suo nonno Gratidio che si oppose a M. Gratidio (fratello di Gratidia) il quale propose una legge tabellaria, quantunque ne avesse sposato la sorella.
In accordo con questa prospettiva di indagine Dyck puntualizza che In general, Quintus' depiction in the dialogue accords with what is known of the personality of the historical Quintus. It is noticeable that, though all three had been students together in Athens in 79 (Fin. 5.1) and Atticus and Quintus had been brothers-in-law since at least November 68 (Att. 1.5.2.), Marcus Cicero is the pivot on which the relation among the three men turns.
All'interno del dialogo il rapporto che intercorre tra Quinto e suo fratello si evince chiaramente in una serie di passi.
A tal proposito è interessante notare che, se da un lato, il personaggio di Quinto non manca di lesinare lodi nei confronti del fratello Marco celebrandolo come un poeta (leg. 1,2), dall'altro rivela l'esistenza di sostanziali divergenze che intercorrono tra i due come ad esempio quella inerente all'epoca storica dalla quale si dovrebbe partire per la stesura di un'opera sulla storia di Roma (leg. 1,8).
Quinto è dell'opinione che sia doveroso comporre un'opera storica iniziando dalla trattazione dell'epoca più antica dal momento che gli scritti composti su tale epoca sono stati redatti in maniera caotica rendendone poco invitante la lettura (leg. 1,8), Cicerone è invece persuaso che il punto di partenza sia da individuarsi a partire dall'età contemporanea per abbracciare quegli avvenimenti a cui partecipò di persona (leg. 1,8).
Da quest'ottica si ricava l'impressione che Quintus of the dialogue is a men of opinions (il Quinto del dialogo sia l'uomo delle opinioni), in merito alle quali è talvolta contraddetto da suo fratello maggiore (piuttosto duramente come appare in leg.1.18 e leg 3.17 o con più pacatezza, leg. 2,43).
Ne deriva che, in virtù della propria personalità, Quinto, secondo Dyck sometimes takes on Atticus' role in reacting to and commenting on Marcus' ponts, cioè talvolta prende possesso del ruolo di Attico reagendo e commentando in merito agli argomenti di Marco.
È interessante notare che soprattutto nel terzo libro del dialogo affiora il pensiero politico di Quinto, che per certi aspetti, differisce da quello assunto da Cicerone stesso.
Le differenze tra il sistema di pensiero che contraddistingue i due fratelli emergono da due dibattiti fondamentali: quello sul potere dei tribuni e quello sviluppato intorno alla legge sul voto segreto.
Il giudizio positivo di Cicerone sulla funzione del tribunato si esplicita (leg. 3,23) su richiesta di Quinto come riportato in (leg. 3, 20-24):
QUINTO ‒ E, per tacere di G. Flaminio e di quegli episodi che ormai già sembrano superati per la loro antichità, il tribunato di Tiberio Gracco qual diritto ancora lasciò ai galantuomini? E sia pure che cinque anni prima un uomo d'infima origine e d'abbiettissimo animo, il tribuno della plebe G. Curiazio, avesse cacciato in prigione D. Bruto e P. Scipione, quali e quanto grandi personaggi!, cosa questa mai verificatasi per l'innanzi. Ma M. Gracco con le turbolenze e con quei pugnali, (…), non capovolse forse del tutto le condizioni dello Stato? E dovrei ancor dire ormai di Saturnino, di Sulpicio, di tutti gli altri? (…) Insigne e degno d'immortale memoria è per noi il fatto che per nessun compenso si poté trovare alcun tribuno contro di noi, se non uno per il quale nemmeno sarebbe stato legale ricoprire il tribunato. (…) Per questo appunto approvo vivamente Silla, che con la sua legge ritolse ai tribuni della plebe la possibilità di nuocere, lasciando loro quella di proteggere; e se sempre esalto con larghi e grandi riconoscimenti il nostro Pompeo per tutto il rimanente, preferisco tacere per quanto concerne la potestà tribunizia, che non lo potrei criticare, ma nemmeno lodare.
MARCO ‒ (…) Anch'io infatti confesso che in questa magistratura c'è un lato negativo; ma senza questo inconveniente non ne avremmo nemmeno i vantaggi che ne abbiamo conseguito.
‒ Eccessivo è il potere dei tribuni della plebe. ‒ E chi lo nega? Ma è molto più crudele e sfrenata la tracotanza della plebe, eppure questa quand'abbia una guida è talvolta più lene che se non ne avesse alcuna. Un capo infatti ben sa di avanzare a proprio rischio e pericolo, ma l'impeto della follia non ha nozione del proprio pericolo. (…) Ma tu ammira in quell'episodio la saggezza dei nostri antenati: una volta che i patrizi concessero alla plebe questa magistratura le armi caddero, la rivoluzione fu spenta, si trovò un compromesso, per cui i più umili potessero credere di essersi agguagliati agli ottimati; ed in questo solo provvedimento fu la salvezza dello Stato.
QUINTUS ‒ Namque ut C. Flaminium atque ea, quae iam prisca videntur propter vetustatem, relinquam, quid iuris bonis viris Ti. Gracchi tribunatus reliquit? Etsi quinquennio ante Decimum Brutum et P. Scipionem consules, quos et quantos viros! Homo omnium infimus et sordidissimus, tribunus plebis C. Curiatius, in vincula coniecit, quod ante factum non erat C. vero Gracchi ruinis et sicis, (…), nonne omnem rei publicae statum permutavit? (…) Quod nobis quidem egregium et ad immortalitatem memoriae gloriosum, neminem in nos mercede ulla tribunum potuisse reperiri, nisi cui ne esse quidem licuisset tribuno. (…) Quam ob rem in ista quidem re vehementer Sullam probo, qui tribunis plebis sua lege iniuriae faciendae potestatem ademerit, auxilii ferendi reliquerit, Pompeiumque nostrum ceteris rebus omnibus semper amplissimis summisque ecfero laudibus, de tribunicia potestate taceo; nec enim reprehendere libet nec laudare possum.
MARCUS ‒ (…) Ego enim fateor in ista ipsa potestate inesse quiddam mali; sed bonum, quod est quaesitum in ea, sine isto malo non haberemus. ‒ Nimia potestas est tribunorum plebis. ‒ Quis negat? Sed vis populi multo saevior multoque vehementior, quae ducem quod habet, interdum lenior est, quam si nullum haberet. Dux enim suo <se> periculo progredi cogitat, populi impetus periculi rationem sui non habet. (…)Sed tu sapientiam maiorum in illo vide: concessa plebei ista <a> patribus [ista] potestate arma ceciderunt, restincta seditio est, inventum est temperamentum, quo tenuiores cum principibus aequari se putarent; in quo uno fuit civitatis salus.
(Ferrero L., Zorzetti N., M. Tullio Cicerone, Opere politiche e filosofiche, UTET, Torino, 2009, vol. I., cit., pp. 547-551).
Per Cicerone dunque i vantaggi di natura politica che si sarebbero potuti avere dal tribunato sono fondamentalmente due.
In primo luogo il tribunato assolveva alla funzione di “istituzionalizzare” il popolo romano rendendolo partecipe in prima persona della comune gestione della res publica incanalandone e al contempo mitigandone la tradizionale violenza eversiva (leg. 3,23).
In secondo luogo tale magistratura aveva l'effetto positivo di consentire al popolo stesso di eleggere i propri capi i quali, erano ben consapevoli della responsabilità della quale erano stati investiti nonché dei pericoli che sarebbero derivati dall'esercizio di questa carica (leg. 3,23).
Da questa prospettiva, secondo il pensiero dell'Arpinate, è possibile affermare che solo il provvedimento degli antenati di concedere al popolo la magistratura del tribunato, attraverso un “compromesso, per cui i più umili potessero credere di essere agguagliati agli ottimati”, permise allo Stato di raggiungere la tanto auspicata salus rei publicae dal momento che la plebe non suscitava “più pericolose lotte per i suoi diritti”.
Le argomentazioni di Cicerone dettate da un lucido realismo politico non persuadono tuttavia i compagni Quinto e Attico che sembrano perseverare nelle loro posizioni conservatrici, come riferiscono di comune accordo Dyck e Narducci definendoli rispettivamente, il primo come extreme optimates, il secondo come “accaniti ottimati”.
Un conservatorismo, quello espresso da Quinto ed Attico, che spesso e volentieri si scontra con la moderate line, o meglio, con il “moderatismo” di Cicerone.
Tuttavia è interessante constatare che tale conservatorismo si esprime, sebbene in forma diversa, anche nello stesso Cicerone in due aspetti fondamentali: da un lato nella centralità che egli attribuisce al senato e ai suoi decreti (leg. 3,27), dall'altro nella dipendenza politica e morale del popolo dalla sua classe dirigente (leg. 3,27).
MARCO ‒ (…) Se il senato è arbitro delle pubbliche decisioni, se tutti sostengono quanto egli abbia stabilito, e se le altre classi accettano che lo Stato sia governato dal consiglio di questa classe di ottimati, è possibile con il contemperamento dei diritti, risiedendo il potere nel popolo e l'autorità nel senato, conservare lo Stato in condizioni di equilibrio e di concordia (…).
QUINTO ‒ Davvero magnifica, questa legge, fratello (…).
MARCUS ‒ (…) Si senatus dominus sit publici consilii, quodque is creverit, defendant omnes, et, si ordines reliqui principis ordinis consilio rem publicam gubernari velint, possit ex temperatione iuris, cum potestas in populo, auctoritas in senatu sit, teneri ille moderatus et concors civitatis status (…).
QUINTUS ‒ Praeclara vero, frater, ista lex (…).
(Ferrero L., Zorzetti N., M. Tullio Cicerone, Opere politiche e filosofiche, UTET, Torino, 2009, vol. I., cit., pp. 553–555).
La dipendenza del popolo dalla classe degli ottimati, fu rafforzata ulteriormente dalle quattro leges tabellariae Gabinia (139 a.C.), Cassia (137 a.C.), Papiria (131 a.C.) e Caelia (107 a.C.) per le quali veniva garantito al popolo di conservare il voto segreto su scheda (leg. 3,38-39) onde evitare di incorrere in brogli elettorali.
Inoltre per garantire che durante le operazioni di voto non s'infiltrassero estranei, Gaio Mario, durante il suo tribunato del 119 a.C., propose la lex Maria affinché i “ponti”, pontes, (“passaggi o corridoi attraverso i quali i cittadini delle centurie sfilavano individualmente ricevendo la scheda con cui procedere alla votazione”), “fossero di limitatissima larghezza”.
Per quanto concerne la proposta di legge di conservare il voto segreto su scheda (leg. 3,39), il pensiero di Cicerone si attesta su posizioni, per certi aspetti, conservatrici poiché consente che il popolo romano riceva la scheda (tabellam) “quasi vindicem libertatis” (come garanzia di libertà), purché “haec optimo cuique et gravissimo civi ostendatur ultroque offeratur” (questa scheda potesse essere esibita e per giunta mostrata a coloro che tra i cittadini fossero stati migliori e più seri).
In definitiva su tale argomento Cicerone e Quinto sembrano concepire opinioni diverse.
Infatti, se da una parte Cicerone ritiene che attraverso le leges tabellariae si possano prevenire i brogli elettorali così come “si largisce l'apparenza della libertà, si mantiene il prestigio dei nobili e si elimina una causa di contese”, Quinto ribadisce che sarebbe stato auspicabile privare i potenti della possibilità di comprare voti per adempiere a scopi disonesti anziché “offrire al popolo un nascondiglio, nel quale mentre i galantuomini sono all'oscuro del pensiero di ciascuno di loro, con la scheda esso nasconde un voto biasimevole”(leg. 3,37).
In ultima analisi Dyck intravede a latere delle divergenti opinioni espresse da Quinto, Attico e Cicerone, una sottile comunità di intenti nel raggiungimento dell'ideale politico della concordia ordinum, egli infatti ipotizza cautamente che Quintus of the dialogue is not alone, for Atticus, too, takes the optimate line on ballot laws. This fact, the lack of a resolution, and the length at which these issues are discussed suggests that the point is not to discredit the optimate position but to win over optimate sentiments (in the interests, presumably, of the concordia ordinum).
Interpretando alla lettera le parole di Dyck si approda all'ipotesi secondo cui Quinto non è solo, poiché anche Attico, assume la linea ottimate (optimate position) sulla legge del voto segreto (leg. 3,37). Pertanto, la mancanza di una soluzione e il lungo periodo di tempo nel quale si discussero questi problemi suggerisce che l'obiettivo principale non è quello di screditare la posizione degli ottimati (optimate position) ma di convincere l'opinione, il pensiero degli ottimati (optimate sentiments), presumibilmente nell'interesse di pervenire ad un'intesa comune fondata sulla concordia ordinum (leg. 3.33-39).

## Riferimenti politici, filosofici e religiosi

### Il sistema politico
Nell'opera Le leggi Cicerone si appresta ad illustrare nel dettaglio l'ordinamento normativo di quello stato, la cui perfezione aveva celebrato nel De re publica. L'Arpinate avvertì, nel momento storico che lo vide impegnato nella composizione del De legibus (52-51 a.C.), l'esigenza di delineare concretamente la via da seguire per ripristinare in tutta la sua autorevolezza lo Stato Romano: è immediato, quindi, il riferimento alla costituzione politica dei padri, la quale, seppur con qualche appropriata modifica, pare essere l'unica soluzione alla crisi. Un solido impianto legislativo, però, è in grado di sostenere uno stato solo nel caso in cui tutti i cittadini siano onesti e rispettosi delle leggi. A tal proposito, in uno stile che può essere definito platonico, l'Arpinate interpone, all'esposizione delle norme da seguire, dei proemi “atti a convincere i cittadini di volere docilmente e con devozione obbedire ai magistrati; la legge da sola non potrebbe riuscire a distogliere i destinatari dal mal fare”.
Basato sulla concordia ordinum, l'ordinamento propugnato nel De legibus si fonda sull'integrazione piena dei tre più importanti nuclei di potere a Roma: l'ordine senatorio, portavoce della classe politica degli ottimati, i tribuni della plebe, rappresentanti del potere del popolo e i consoli, espressione del potere sovrano.
Un simile ordinamento sarebbe il risultato di una naturale evoluzione storico-dialettica, necessaria al raggiungimento dell'equilibrio sociale. Infatti, nel momento in cui a Roma si ritenne indispensabile l'abbattimento del regime monarchico ̶ ormai percepito come una tirannia ̶ l'imperium fu affidato ad un nuovo potere sovrano, quello consolare. I consoli stessi, però, avrebbero rappresentato una forma di governo assoluto, se non fosse stato istituito un altro organo in grado di controbilanciare il loro potere: infatti, nel 494 a.C., circa 15 anni dopo la fondazione della Repubblica, fu istituito il tribunato della plebe. A garanzia del corretto funzionamento di questo sistema governativo vi era il Senato, che aveva il compito di consigliare i magistrati nell'espletamento delle loro funzioni.
Tuttavia, i continui disordini e attriti che caratterizzarono gli anni in cui visse Cicerone, portarono ad un graduale depotenziamento dell'auctoritas senatoriale a favore di poteri individuali sempre più forti, che raggiungeranno il culmine con la nascita del Principato. Ed è proprio nella rottura degli antichi equilibri, conseguenza della degenerazione dei costumi, che il grande oratore individua le cause del deterioramento delle istituzioni repubblicane (De re Publica 5,2):
MARCUS ̶ Nostra vero aetas cum rem publicam sicut picturam accepisset egregiam, sed evanescentem vetustate, non modo eam coloribus isdem quibus fuerat renovare neglexit, sed ne id quidem curavit, ut formam saltem eius et extrema tamquam liniamenta servaret. Quid enim manet ex antiquis moribus, quibus ille dixit rem stare Romanam, quos ita oblivione obsoletos videmus, ut non modo non colantur, sed iam ignorentur?
MARCO ̶ “(…) Ma la nostra epoca pur avendo ricevuto uno Stato simile a un quadro dipinto con arte suprema, ma ormai sbiadito per effetto del tempo, non solo trascurò di riportarlo ai suoi primitivi colori, ma non si preoccupò neppure di conservarne almeno la forma e le linee di contorno. Cosa rimane infatti degli antichi costumi, su cui, come Ennio disse, si reggeva lo stato romano? Questi vediamo così sepolti nell'oblio, che non solo non vengono osservati, ma ormai ignorati”.
(Nenci F., Cicerone, La Repubblica, ed. BUR, Milano, 2008, pp. 530–531).
Cicerone si rendeva ben conto della gravità della situazione e del fatto che, per ripristinare quantomeno i margini di quel disegno perfetto che era stata un tempo la Repubblica romana, fosse necessario abbracciare una via riformista (Epistulae ad familiares 1,9,21):
MARCUS ̶ (…)sed, ut in navigando tempestati obsequi artis est, etiamsi portum tenere non queas, cum vero id possis mutata velificatione assequi, stultum est eum tenere cum periculo cursum, quem ceperis, potius quam eo commutato quo velis tamen pervenire, sic, cum omnibus nobis in administranda re publica propositum esse debeat id, quod a me saepissime dictum est, cum dignitate otium, non idem semper dicere, sed idem semper spectare debemus(…).
MARCO ̶ (…)Ma come nel mare è saggezza l'andare a' versi del vento, comeché tu non possa entrare nel porto, qualora poi tu lo possa entrarci, cangiando il maneggio delle vele, è pazza cosa a voler con pericolo continuare il corso già preso, piuttosto che, mutatolo, arrivare tuttavia al destinato fine: così dovendo tutti noi (come spessissime volte ho detto) nella Repubblica mirare a questo, di servar la pace con dignità, non dobbiamo già aver sempre lo stesso dire, ma il medesimo intendimento.
(Cesari A., Lettere di M.T. Cicerone volgarizzate e disposte secondo l'ordine de' tempi, Napoli, Ed. Dai Torchi del Tramater, 1829, pp. 90–91).
Dunque, secondo l'Arpinate, se l'idea di Repubblica rimane e continua ad essere perseguita dalla classe dirigente, quella che lui definisce con il termine “commutatio” non può che avere esito positivo.
Affinché avvenga ciò è prima di tutto necessaria una rifondazione etica dello stato; la quale dovrà partire dai prìncipes: se è vero che la civitas “è generalmente contaminata dalle passioni e dai vizi degli ottimati - è vero anche che - essa viene risanata e corretta dalle loro virtù”(leg. 3,30). Come gli adulti, quindi, devono rappresentare un esempio per i più piccoli, allo stesso modo la classe dirigente deve essere fonte di ispirazione e guida per il popolo.
L'esposizione del pensiero politico di fondo dell'autore è, inoltre, accompagnata da numerosi interventi e commenti in merito a questioni contingenti:
•	In primo luogo, l'Oratore arpinate ribadisce l'importanza dell'abolizione dei privilegia, (leg. 3, 44).
In questo passo è possibile riscontrare un riferimento alle vicende personali di Cicerone, che nel 58 a.C. l'avevano visto sventurato bersaglio di una legge ad personam.
•	In secondo luogo, viene proposta l'abolizione della legatio libera, ossia dell'assegnazione di un incarico diplomatico ad un senatore, con l'unico fine di consentire a questi di curare i propri interessi nelle province. Cicerone ne aveva già proposta l'abolizione durante il suo consolato, ma ottenne solo una riduzione dell'incarico, precedentemente senza una fissa scadenza, a un anno (leg. 3,18):
MARCUS ̶ (…)nihil esse turpis quam est quemquem legari nisi rei publicae causa. Omitto, quem ad modum isti se gerant atque gesserint, qui legatione hereditatis aut syngraphas suas persequuntur…”
MARCO ̶ (…) nulla è più vergognoso che farsi mandare in missione se non per pubblica utilità. Tralascio di ricordare come si comportino e si siano comportati coloro che si servono di un incarico per tenere dietro alle loro eredità od ai loro crediti (…)”
(Ferrero L., Zorzetti N., M. Tullio Cicerone. Opere politiche e filosofiche, Vol. I Lo Stato, Le leggi, cit. p. 545).
•	In terzo luogo, è interessante notare che nella parte finale del III libro del De legibus (leg. 3,7), Cicerone propone di rivalutare punto per punto la posizione ed il ruolo dei censores all'interno dell'apparato istituzionale romano.

### Il sistema filosofico
Rispondendo agli interrogativi di Attico e del fratello Quinto propensi ad esaminare l'origine delle istituzioni giuridiche e civili del popolo romano, Cicerone ricorre, nel corso della conversazione, ad un'ampia ed organica riflessione filosofica frutto di continui rimandi alla speculazione stoica e platonica (in opposizione a quella epicurea) e alla tradizione giuridico-politica romana (leg. 1,17).
MARCUS ̶ Natura enim iuris explicanda nobis est eaque ab hominis repetanda natura, considerandae laeges, quibus civitates regi debeant, tum haec tractanda, quae composita sunt et discripta iura et iussa populorum, in quibus ne nostri quidem populi latebunt, quae vocantur, iura civilia.
(Ferrero L., Zorzetti N., M. Tullio Cicerone, Opere politiche e filosofiche, Vol. I Lo Stato, Le leggi, I doveri, Torino, ed. UTET, 2009, p. 426).
Per tali ragioni l'autore risale, per tutto il primo libro fino all'inizio del secondo, alle sorgenti del diritto ricercando nella filosofia il fondamento della iuris disciplinam (dottrina giuridica) spiegando pertanto come essa derivi dalla legge naturale, eterna e razionale che ha preceduto ogni legge scritta (…), quae iubet ea, quae facienda sunt, prohibetque contraria (leg.1,18). Tale legge naturale, infatti, costituisce di per sé il criterio della scelta tra il bene e il male, tra il giusto e l'ingiusto (ea iuris atque iniuriae regula), in virtù di questo essa è dunque naturae vis, e mens ratioque prudentis.
L'Arpinate sostiene inoltre che quella che lui definisce legge di natura abbia una duplice etimologia (leg.1,19): quella greca, νόμοϛ, derivante da νέμειν secondo cui la legge assume il significato di equità (aequitatis) cioè la capacità di attribuire in modo equo a ciascuno il suo (suum cuique tribuere); e quella latina lex, derivante da lègere, da intendersi nell'accezione di “scegliere” o “discernere”da parte dell'uomo ciò che è retto e giusto, in una parola, ciò che è bene.
Poiché l'uomo è stato generato dal sommo dio, un altro attributo con cui può essere definita la legge di natura è quello di summa lex quale emanazione della mente divina che governa il mondo. A tal proposito Cicerone dichiara in (leg. 1,22): Quid est autem non dicam in homine, sed in omni caelo atque terra ratione divinius?
Dal momento che la ragione (ratione) è un attributo comune tanto alla divinità quanto all'uomo, essendo stato creato a sua immagine, essa costituisce il primo legame (prima societas) tra dio e quest'ultimo, infatti l'uomo è l'unico tra gli animali che abbia in sé la capacità di apprendere e di ragionare secondo la recta ratione e perciò dovrà obbedire, in comune con gli dèi, anche a quella legge di cui la ragione ne costituisce l'essenza (leg. 1,23).
Il fatto che dio abbia donato agli esseri umani l'anima lo pone in una posizione di stretta parentela con il genus degli dei, precisa, infatti, Cicerone (leg. 1,23-24): homines deorum agnatione et gente teneantur(…) ex quo vere vel agnatio nobis cum caelestibus vel genus vel stirps appellari potest.
A tale concezione divina e universale dell'origine dell'uomo consegue che il genere umano è nato per la giustizia (nos ad iustitiam esse natos) e che il diritto non è stato istituito per una convenzione (opinione) ma dalla natura stessa.
Per tale ragione, tutti gli uomini sarebbero indistintamente partecipi del diritto rendendolo comune gli uni agli altri, tuttavia aggiunge Cicerone (leg. 1,29): Quodsi depravatio consuetudinum, si opinionum vanitas non imbecillitatem animorum torqueret et flecteret, quocumque coepisset, sui nemo ipse tam similis esset, quam omnes essent omnium. Pertanto, se la corruzione derivante dal cattivo costume (mala consuetudo) può indurre gli uomini ad estinguere le scintille (igniculi) di ragione concesse dalla natura contribuendo a consolidarvi in loro luogo i vizi contrari (vitia contraria), il rimedio non potrà che essere il seguente: quod recte vivendi ratio meliores efficit e cioè che solo una vita ispirata ai precetti della giustizia è in grado di rendere gli uomini migliori conducendoli alla perfetta virtù.
Tale concezione evidenzia la necessità da parte dell'autore di fornire una solida componente etica al ius permettendogli successivamente di innestare su di esso l'articolato discorso intorno alle leggi; ciò si avverte chiaramente in (leg.1,37) dove Cicerone rivela ad Attico quale sia il fine ultimo della loro conversazione:
MARCUS ̶ (…) sed iter huius sermonis quod sit, vides: ad res publicas firmandas et ad stabiliendas vires sanandos <que> populos omnis nostra pergit oratio.
(Ferrero L., Zorzetti N., M. Tullio Cicerone. Opere politiche e filosofiche, Vol. I Lo Stato, Le leggi, I doveri, Torino, ed. UTET, 2009, p. 442).
Nel corso di questa ricerca di salde basi etico-filosofiche alle quali ricorre al fine di fondare la sua concezione di diritto di natura, Cicerone menziona le correnti filosofiche degli epicurei e degli scettici connotandole negativamente sia dal punto di vista etico che da quello politico.
Poiché infatti, gli epicurei sono da un lato corpori deservantes, dall'altro (omnia) voluptatibus et doloribus ponderantes dovrebbero, secondo l'Autore, trarsi in disparte ab omni societate rei publicae dal momento che, alla ricerca del loro utile individuale, si tengono per libera scelta lontani dalla politica (leg. 1,39) in forte antitesi con una concezione, quale quella ciceroniana, che reputa la partecipazione e la comunione del diritto come fondativa della natura umana.
Allo stesso modo lo scrittore latino auspica che l'Accademia di Pitane e di Carneade possano rimanere in silenzio rinunciando di fatto ad ogni discussione fruttuosa sul diritto e sull'ordine morale e politico giacché la loro impostazione scettica (che muovendo dalla sfiducia nella capacità conoscitiva dei sensi riteneva come unico criterio valido quello della probabilità), avrebbe esercitato una funzione “perturbatrice” (perturbatricem) nei confronti della concezione della natura razionale ed universale del diritto da lui approntata.
In quest' ottica il discorso di Cicerone tende a ribadire che la natura umana è universale così come la ragione. Ne consegue dunque che la conoscenza razionale non può essere fallace così come la natura del diritto.
A fronte di una teoria del diritto così organicamente concepita è possibile che Cicerone alluda, nel corso della sua dissertazione all'interno del primo libro, ad una concreta contrapposizione tra diritto di natura, iure naturae, e diritto positivo, iure populi ? In che misura Cicerone tende ad eliminare o a favorire questo plausibile dualismo?
Per rispondere a tale quesito è per prima cosa necessario circoscrivere e specificare l'origine del diritto di natura quale emerge dall'analisi di alcuni passi del dialogo preso in esame.
Il diritto di natura è uno solo ed è dettato dalla legge divina, eterna ed universale che è anche ragione e scaturisce direttamente dalla natura umana: una concezione così assoluta e ontologica del diritto naturale basata su tre elementi fondamentali dio, ragione e natura potrebbe portare di per sé ad escludere la possibilità o quanto meno la validità di una legislazione positiva all'interno del sistema di pensiero ciceroniano.
Dall'analisi di alcuni passi, in particolare (leg.1,43-45), si ricava l'impressione di una certa diffidenza dell'autore, in accordo con il valore assoluto da lui conferito al diritto naturale, in merito all'eventualità che gli uomini possano formare un vero e proprio diritto positivo:
MARCUS ̵̵̵ Quodsi iustitia est obtemperatio scriptis legibus institutisque populorum, et si, (…), utilitate omnia metienda sunt, negleget leges easque perrumpet, si poterit, is, qui sibi eam rem fructuosam putabit fore.
Quodsi populorum iussis, si principum decretis, si sententiis iudicum iura constituerentur, ius esset latrocinari, ius adulterare, ius testamenta falsa supponere, si haec suffragiis aut scitis multitudinis probarentur.
(Ferrero L., Zorzetti N., M. Tullio Cicerone. Opere politiche e filosofiche, Vol. I Lo Stato, Le leggi, I doveri, ed. UTET, Torino, 2009, p. 446-448).
L'Autore in questo passo esprime con chiarezza che qualora il fondamento del diritto risiedesse negli iussa et vetita populorum, nei decreta principum, o nelle sententiae iudicum, ossia nell'utilitas particolare e contingente, si potrebbe rendere lecita qualunque azione turpe.
Pertanto, il fondamento del diritto, deve risiedere nella natura, in particolare nella natura divina e razionale comune agli uomini e agli dei e non nelle mutevoli opinioni dei mortali (scettici) né tantomeno nel piacere (epicurei).
Dal momento che, prosegue Cicerone, ciò che è giusto e onesto deve dunque essere perseguito e praticato per il suo proprio valore non per fini esterni (bonum non est opinionibus, sed natura) si deve ricercare ed onorare tanto il diritto quanto la giustizia di per sé stessi e non in vista di un praemium, di una ricompensa: per se igitur ius est expetendum et colendum; quod si ius; etiam iustitia; sin ea, reliquae quoque virtutes per se colendae sunt (…) ergo item iustitia nihil expetit praemii.
Allo stesso modo se la virtus fosse perseguita non per il suo valore intrinseco ma per un praemium sarebbe preferibile definirla a buon diritto malitia (scaltrezza).
La giustizia non è dunque soggetta, così come la virtù e il diritto di natura, a valutazioni utilitarie essa deve essere piuttosto intesa come l'amicizia poiché entrambe andrebbero ricercate per il loro valore assoluto (leg. 1,49).
È interessante notare come tale concezione sia estesa dall'Arpinate ad altre qualità dell'animo che dovrebbero contribuire a caratterizzare il vir bonus romano (leg. 1,50): la modestia, la temperantia, la continentia, la verecundia, il pudor, la pudicitia le quali vengono in seguito contrapposte ad altrettanti vitia: l'avaritia, la libido, la timiditas, la tarditate e la stultitia (leg.1,51)
L'Autore conclude il discorso invitando gli interlocutori a riflettere sull'eternità e sull'universalità della virtus quale controaltare della pecunia, degli honores, della forma, della valetudo e della voluptas beni in definitiva precari che andrebbero in nome della virtù stessa disprezzati e respinti (leg. 1,52).
Si potrebbe dunque supporre che Cicerone alludesse alle condizioni del suo tempo, in cui i cattivi costumi (mala consuetudo) avevano eroso dall'interno gli organi di governo e di legislazione, lasciando talvolta intravedere, nel corso della sua dissertazione filosofica, lo scontento e lo sconforto per le condizioni politiche presenti.
In definitiva, in risposta al quesito iniziale, la contrapposizione tra iure naturae e iure populi potrebbe essere composta prendendo in esame la concezione espressa dallo scrittore latino ad Attico nella parte conclusiva del III libro (leg. 3, 48-49) come segue:
ATTICUS ̶ Quid? De iure populi Romani, quem ad modum instituisti, dicendum nihil putas?
MARCUS ̶ Faciam breviter, si consequi potuero; (…) nos autem de iure naturae cogitare per nos atque dicere debemus, de iure populi Romani quae relicta sunt et tradita .
(Ferrero L., Zorzetti N., M. Tullio Cicerone. Opere politiche e filosofiche, Vol. I Lo Stato, Le leggi, I doveri, ed. UTET, Torino, 2009, p. 570-571).
Una possibile risposta all'interrogativo iniziale può dunque essere rintracciata solo alla fine del III libro. Dal passo (leg. 3,49) si ricava infatti l'impressione che l'Autore non dichiari l'assoluta negazione che i popoli possano fare leggi così come poteva sembrare da quanto precedentemente affermato in (leg.1,43-45).
Questa constatazione emerge dalla risposta che Cicerone fornisce ad Attico in cui ribadisce che lo spirito della sua trattazione è improntato a sviluppare una riflessione intorno alle leggi in accordo alla sua concezione di ius naturae (cioè alla luce della filosofia e della tradizione romana), al contrario, in merito allo ius populi, può essere sviluppata solo una esposizione oggettiva poiché è possibile discorrerne solo in base alla tradizione e alla dottrina (quae relicta sunt et tradita).
Verso la fine del I libro ha luogo una serrata conversazione filosofica tra Cicerone Quinto ed Attico intorno ai termini prettamente etici di summum bonum e di summum malum (leg. 53-57), sulla quale divergevano i sostenitori dell'antica Accademia (platonici) e Zenone (stoici).
Passando in rassegna le varie posizioni filosofiche sull'argomento, l'autore afferma che in realtà la polemica tra il sommo bene e il sommo male può essere composta poiché originatasi da una divergenza non di pensiero ma di parole.
A tal proposito, infatti, mentre gli antichi Accademici (platonici) consideravano “sommo bene” tutto ciò che è secondo natura e da cui si ricavava giovamento per la vita, Zenone riteneva, similmente a questi, che l'unico bene fosse costituito solo da ciò che era onesto, definendo come disonesto ciò che non lo era.
Ne consegue che l'origine dell'errore può essere rintracciata, secondo quanto sostenuto da Cicerone, nella diversa terminologia con cui Zenone definiva, da un lato, “vantaggi” la salute e la bellezza, dall'altro, “svantaggi” la povertà, l'infermità e il dolore, in luogo rispettivamente di “beni” e di “mali” secondo l'uso platonico.
In conclusione, sembrerebbe che Cicerone, avendo più volte affermato (in questo caso per bocca di Quinto) il principio secondo cui la virtus sia la natura stessa portata al massimo della sua perfezione, propenda per una concezione in cui il sommo bene consista essenzialmente nel vivere ex natura (leg. 1,56),«vivere secondo natura» condurre cioè una vita moderata e in tutto conforme alla virtù (id est vita modica et apta virtute perfrui) ovvero naturam sequi et eius quasi lege vivere, seguire la natura e vivere come sotto la sua legge.
Pertanto, essendo la legge recta ratio, in quanto dottrina del discernimento del retto e virtuoso, essa deriva direttamente dalla scienza del vivere ex natura (secondo natura) che a sua volta è connaturata e racchiusa nel concetto di sommo bene.
Per tali ragioni, la legge si configura come un aspetto di quella che Cicerone definisce sapientia (mater omnium bonarum rerum) dal cui amore trasse la sua denominazione in greco la philosophia concessa dagli dèi alla vita umana (leg.1, 58).
Dopo aver chiarito tale passaggio, l'Autore passa a definire e circoscrivere il significato del termine philosophia riconoscendone l'importanza come sapientia, in quanto strumento essenziale che offre all'uomo la possibilità di conoscere sé stesso come prescritto dal dio di Delfi, Apollo, nell'antica iscrizione presente sul frontone del suo santuario: chi infatti perviene alla piena conoscenza di sé, sarà consapevole di possedere al proprio interno qualcosa di divino in lui consacrato (leg. 1, 59).
È degno di nota come nella parte conclusiva del I libro (leg.1,59-62) Cicerone esprime in maniera articolata un vero e proprio elogio della filosofia intesa nella sua accezione più ampia.
Quali sono dunque, secondo l'autore, le condizioni fondamentali affinché l'animo umano possa acquisire una vera percezione di sé tramite il costante esercizio della sapientia ovvero della filosofia?
Per fornire una risposta esaustiva a tale interrogativo si rende necessario elencare brevemente i quattro presupposti che, per l'Arpinate, costituiscono la base di partenza per l'elevazione dell'animo verso una sfera più pura (leg. 1,60).
Per prima cosa l'uomo è tenuto ad affrancarsi dal misurare ogni cosa secondo il piacere e il dolore, a seguire dovrà stabilire con i suoi simili un rapporto sociale fondato sulla societas caritatis considerando, a tale scopo, tutti gli uomini natura coniunctos, «congiunti per natura», in terzo luogo l'individuo sarà chiamato ad agire sempre nel pieno rispetto degli dèi nell'ambito di una pura concezione religiosa, ed infine dovrà perfezionare la dottrina del discernere tra l'onesto e il turpe ossia la prudentia, che altro non è che il grado massimo della sapientia di cui la lex costituisce un aspetto.
Solo dopo aver soddisfatto questi quattro presupposti, l'uomo potrà essere in grado di acquisire un quadro più saldo ed ampio riguardo alla propria esistenza tale da permettergli infine di volgere lo sguardo al di là dell'angusta cerchia cittadina in cui è vissuto percependo e riconoscendo sé stesso come cives totius mundi quasi unius urbis.
L'uomo potrà pertanto pervenire a tale livello conoscitivo solo dopo aver maturato la consapevolezza di essere accomunato agli altri non solo in virtù del legami di uguaglianza stabiliti dalla societas caritatis ma soprattutto nel sentirsi parte di un unico grande destino.
In definitiva, attraverso questo percorso di ascesi etico-filosofica, di continua ricerca e conoscenza profonda del proprio sé, l'animo umano scoprendo l'essenza divina che in lui è compresente, impara a dare il giusto valore alle cose (leg.1,61), inducendolo alla coscienza che egli è nato ad civilem societatem.
Da questo punto di vista l'uomo scopre progressivamente di essere chiamato ad una missione sociale al fine di preservare e difendere quella stessa civilem societatem con diversi strumenti: primo tra tutti l'arte oratoria la quale, regat populos et stabiliat leges (governa i popoli e stabilisce le leggi), guida cioè il popolo verso il bene e la virtù, capisaldi etici di quella dottrina del “discernimento” che, in ultima analisi, fa della lex la recta ratio.
D'altronde quanto affermato in (leg. 1,62) è ribadito anche all'inizio del II libro (leg. 2,11) dove Cicerone afferma che l'intrinseca finalità delle leggi si traduce nella salvezza, nella pace e felicità dei cittadini e nell'incolumità delle civitates come segue:
MARCUS ‒ Omnem enim legem, quae quidem recte lex appellari possit, esse laudabilem quibusdam tali bus argumentis docent: constat profecto ad salutem civium civitatumque incolumitatem vitamque hominum quietam et beatam inventas esse leges (…), quaeque ita composita sanctaque essent, eas leges vide licet nominarent. Ex quo intellegi par est eos, qui perniciosa et iniusta populis iussa descripserint, quom contra fecerint quam polliciti professique sint, quidvis potius tulisse quam leges, ut perspicuum esse possit in ipso nomine legis interpretando inesse vim et sententiam iusti et veri legendi.
MARCO ‒ Ogni legge, che veramente si possa chiamare legge, è degna di lode: si sa che le leggi furono ritrovate per la salvezza dei cittadini e l'incolumità degli Stati e per la pace e la felicità della vita umana, e che quelli, che per primi stabilirono siffatte norme (…), chiamarono leggi tutte le norme a tal fine composte e promulgate. Dal che si può capire, che coloro che per contro prescrissero ai loro popoli ordini dannosi ed ingiusti, avendo fatto il contrario di quanto avevano promesso e dichiarato, promulgarono qualsivoglia cosa, ma non delle leggi, sicché è chiaro che nella stessa interpretazione del nome di legge è insita la sostanza ed il concetto della scelta del giusto e del vero
(Ferrero L., Zorzetti N., M. Tullio Cicerone. Opere politiche e filosofiche, Vol. I Lo Stato, Le leggi, I doveri, ed. UTET, Torino, 2009, p. 476-477).
È questa la missione sociale che Cicerone ascrive alla responsabilità morale del civis in quanto chiamato ad civilem societatem poiché, in definitiva, una civitas senza legge è da considerarsi come non esistente (leg. 2,12):
MARCUS ̶ Lege autem carens civitas estne ob ˂id> ipsum habenda nullo loco? (…). Necesse est igitur legem haberi in rebus optimis.
MARCO ̶ Ed uno Stato che manchi di legge non è forse per ciò stesso da considerarsi come non esistente? (…). Adunque la legge deve essere considerata tra le cose migliori.
(Ferrero L., Zorzetti N., M. Tullio Cicerone. Opere politiche e filosofiche, Vol. I Lo Stato, Le leggi, I doveri, ed. UTET, Torino, 2009, p. 476-477).

### Il sistema religioso
All'interno del II libro del De legibus il tema dell'origine divina della lex viene ripreso e maggiormente ampliato dall'autore allo scopo di sottolineare la convinzione che i cittadini di una civitas debbano possedere una salda coscienza normativa che abbia una duplice valenza: civile e religiosa.
Per ottemperare a tale scopo nel II libro Cicerone richiama alla memoria del fratello Quinto e dell'amico Attico le sagge disposizioni dell XII Tavole (duodecim tabularum leges) contenenti norme di diritto privato e di diritto pubblico ponendo l'accento sulla funzione delle norme religiose emanate dagli dei (leg. 2,18-69).
Cicerone ritiene infatti che la religione degli antichi sia la migliore per due motivi: da un lato poiché le istituzioni antiche sembrano ispirate e derivate da dio stesso, dall'altro perché le antiche istituzioni erano conformi a natura.
Poiché la religione dei tempi presenti è ben lungi dall'essere del tutto simile a quella delle origini, prosegue l'autore, è opportuno riproporre all'attenzione dei cittadini lo spirito, l'essenza e l'autorità della religione antica e delle sue istituzioni.
La rievocazione delle norme relative alla religiosità arcaica, al culto e ai riti (leg. 2,27;40-41) ad esse connesse (andati con il tempo in dimenticanza) così come degli istituti dell'augurato e della divinazione (leg. 2,31-33), si inquadra in ultima analisi con la “funzione di tutela della pubblica moralità conferita alla religione” che, unitamente all'esercizio della politica e della filosofia, diventa lo strumento privilegiato con cui Cicerone si propone di rinnovare moralmente la civitas e la classe dirigente romana del suo tempo plasmandola intorno ad un insieme di nuovi valori ma al contempo ben radicati nelle tradizioni di Roma antica.

### Linguaggio e stile
Il De legibus combina due principali modelli stilistici, quello del dialogo tra i protagonisti e quello che emerge dalla lettura delle leggi stesse. Vi sono inoltre ulteriori suddivisioni: la conversazione riguardante il paesaggio arpinate che fa da cornice al dialogo; l'esposizione della dottrina sul diritto naturale; la spiegazione e la giustificazione delle leggi, per la maggior parte esposte con uno tono pacato che talvolta, specie nei momenti in cui si discute delle attività di Publio Clodio Pulcro, raggiunge una certa carica emozionale come nel passo (leg. 2,36) a proposito dei riti in onore di Cerere con riferimento allo scandalo della Bona Dea che coinvolse Clodio, e (leg. 2,42) quando l'autore rivela alcune particolarità sulla morte di questo personaggio storico:
MARCUS ̶ Qua licentia Romae data quidnam egisset ille, qui in sacrificium cogitatam libidinem intulit, quo ne inprudentiam quidem oculorum adici fas fuit?
(Ferrero L., Zorzetti N., M. Tullio Cicerone. Opere politiche e filosofiche, Vol. I Lo Stato, Le leggi, cit. p. 500).
Inserite nel testo vi sono anche numerose citazioni di Platone e Senofonte (leg. 2.45, 56, 67-68).
Il De legibus si presenta come un'opera complessa e articolata all'interno della quale è possibile individuare molteplici forme lessicali e costruzioni sintattiche particolari. La morfologia arcaizzante, ad esempio, è tipica dell'esposizione delle leggi, dove troviamo un'abbondanza di imperativi “futuri”, alcuni pseudo-arcaismi inventati da Cicerone o risultato di errori di trascrizione a opera degli amanuensi.
A tal proposito Dyck osserva che: Cicero uses a form he elsewhere eschews in prose, namely the third-person plural perfect in –ere, in imitation of the style of historians he is discussing (successere: 1, 6); and duellum appears, not only in his own laws but also to lend archaic color to the translation from Plato's Laws at 2, 45 
L'opera ciceroniana presenta, inoltre, evidenti neologismi, tutti apparsi per la prima volta nel medesimo trattato: coangusto, commendatrix, compositor, conciliatrix, deducta (utilizzato come sostantivo), diiudicatio, effatum (utilizzato come sostantivo), emendatrix, obtemperatio, perturbatrix, saepimentum e temperamentum. I due participi che vengono sostantivati (deducta, effatum) mostrano la tolleranza di Cicerone per l'adattamento di termini tecnici derivati dalla sfera del diritto commerciale e religioso. Infine, ulteriori forme di neologismo sono rappresentate dai numerosi prestiti lessicali.

## Tradizione manoscritta
In epoca anteriore al IX secolo, doveva esistere un Corpus, contenente varie opere filosofiche di Cicerone, nel quale erano riuniti i seguenti trattati: De natura deorum, De divinatione, Timaeus, De fato, Topica, Paradoxa, Lucullus e De legibus. A seguito degli studi condotti sui manoscritti contenenti questi trattati, è emerso che essi appartenevano alla medesima famiglia. Alla luce di questo, è dunque possibile ipotizzare l'esistenza di un unico esemplare precedente ormai perduto, chiamato “archetipo”, dal quale sono poi scaturite copie successive.
All'archetipo, redatto probabilmente in minuscola carolina, sono riconducibili alcune imprecisioni e lacune trasmesse, in seguito, alle copie da esso derivate; in particolare il De legibus “risulterebbe interessato dalla perdita di una sua non piccola parte a causa di una mutilazione del codice, di cui gli ultimi quaternioni sarebbero andati distrutti”.
Per ogni singola opera del corpus sono state condotte numerose ricerche al fine di delineare i manoscritti più vicini al modello originale. In definitiva, per quanto concerne il De legibus, è stato individuato un gruppo composto da tre manoscritti tutti conservati nella biblioteca di Leida, in Olanda:
- Il Codex Leidensis Vossianus 84 (A), secondo P. Schwenke, Oriundus est codex A sine dubio e Gallia, monasterio aut ecclesiae ubi servabatur donatus a Rodulfo quodam episcopo, cuius sedem propter nominis frequentiam definire non potui[183]. Si tratterebbe, dunque, di un codice proveniente dalla Gallia, conservato in un edificio ecclesiastico al quale era stato donato da un certo vescovo Rodolfo.
- Il Codex Leidensis Vossianus 86 (B), conservato in Gallia, con ogni probabilità nella stessa biblioteca nel quale era collocato il codice A.
- Il Codex Leidensis Heinsianus 118 (C o H), scritto in Beneventana, pare sia una copia prodotta per Desiderio, abate di Monte Cassino (1058-1087).

È interessante notare che i codici A e B contengono l'intero corpus di opere ciceroniane, mentre nel codice H compaiono solo il De natura deorum, il De divinatione e il De legibus. I testi presenti all'interno dei tre codici non sono sempre integri e presentano numerose correzioni, nelle quali i paleografi hanno individuato l'intervento di mani differenti.
Infine, per maggiore chiarezza, va detto che i codici A, B e H sono databili ai secoli IX-X.
L'ipotesi di una datazione più tarda, tra l'XI e il XII secolo, avanzata dal filologo tedesco Johannes Vahlen, è oggi ritenuta poco plausibile.
L'edizione a stampa più antica del De legibus si deve ad Aldo Manuzio, celeberrimo editore e tipografo del XV-XVI secolo, il quale pubblicò l'opera ciceroniana “a Milano nel 1498”.
Tra gli altri autorevoli filologi e letterati che si sono dedicati allo studio dell'incompiuto trattato ciceroniano ricordiamo: “Adrien Turnèbe, Hugo Grotio, Theodor Mommsen, Johannes Vahlen e Richard Reitzenstein”.